# Cuba
Cuba, ufficialmente Repubblica di Cuba, è uno Stato insulare dell'America centrale, posto tra il mar dei Caraibi, il golfo del Messico e l'oceano Atlantico. A nord si trovano gli Stati Uniti e le Bahamas, a nord-est le Isole Turks e Caicos, a ovest il Messico, a sud le isole Cayman e la Giamaica, a sud-est Hispaniola.

## Etimologia del nomeCuba
Non si ha la certezza sull'origine del nome "Cuba". Tra le ipotesi più accreditate il nome deriva dalle parole Taino Cubanacán (che significa "terra centrale"), o Cubao ("terreno fertile"), o ancora dalla contrazione di due parole: Coa ("terra") e Bana ("grande") con il significato quindi di "Grande terra". Un'ultima ipotesi attribuirebbe la scelta del nome ai marinai di Cristoforo Colombo, che credevano di essere giunti in Asia, precisamente nel leggendario Cipango, la favolosa terra dell'oro che fu poi storpiato in "Cuba".

## Storia

### Il periodo precolombiano e la dominazione spagnola
Cuba venne abitata da differenti popolazioni amerindie, tra cui i Taino, i Siboney e i Guanajatabey.
Dopo lo sbarco del 12 ottobre 1492 sull'isola chiamata "Guanahani" dagli indigeni e ribattezzata poi in San Salvador, Cristoforo Colombo raggiunse con le sue tre caravelle, la Pinta, la Niña e la Santa María, la costa nord-orientale di Cuba, approdandovi il 28 ottobre. Colombo rivendicò l'intera isola cubana per il Regno di Spagna e la chiamò Isla Juana ("Isola Giovanna") in onore dell'allora erede al trono di Spagna Giovanni, Principe delle Asturie. Nel 1511 venne fondato da Diego Velázquez de Cuéllar il primo insediamento spagnolo, a Baracoa. Altre città seguirono, tra cui L'Avana, che di lì a poco divenne la capitale. I Taino furono costretti a lavorare come schiavi dentro il sistema della encomienda, simile al feudo nell'Europa medioevale. Le malattie europee a loro sconosciute, aggravate dalle condizioni difficilissime di lavoro imposte dal regime coloniale, causarono il decimarsi della popolazione indigena nel giro di un secolo.
Nel 1555 L'Avana venne occupata dalla Francia, per poi ritornare alla Spagna dopo un breve periodo, infatti Cuba era un territorio molto ambito dalle potenze europee. Fu fin da subito la colonia più sviluppata e ricca dell'intero Impero spagnolo.
Persino l'Inghilterra, durante la guerra dei sette anni, fece un tentativo per conquistare l'isola. Nel 1762 partì da Portsmouth una spedizione di cinque navi da guerra e 4 000 uomini mirata a occupare Cuba. Il contingente arrivò in giugno e pose L'Avana sotto assedio. Quando, dopo due mesi, la città si arrese, l'ammiraglio britannico George Keppel vi entrò come nuovo governatore e prese il controllo della parte occidentale dell'isola. I britannici aprirono immediatamente il commercio con le loro colonie in Nord America e nei Caraibi e venne intensificata la produzione di zucchero. Tuttavia anche l'occupazione britannica ebbe vita breve, sicché dopo poco più di un anno venne siglato il trattato di Parigi che consegnava all'Inghilterra la Florida e restituiva Cuba alla Spagna. L'opinione pubblica in Gran Bretagna si sentì penalizzata, credendo che la paludosa e disabitata Florida fosse un misero ripiego in confronto alle ricchezze di Cuba.
Nel 1820, quando gran parte delle colonie in America Latina si ribellarono dando vita a Stati indipendenti, Cuba rimase fedele, ma incominciava, inevitabilmente, ad aleggiare l'idea di staccarsi dal Governo centrale.

### Indipendenza dalla Spagna

Bandiera spagnola in uso nella Capitaneria generale di Cuba

Nel corso del XIX secolo, a poco a poco, cominciò a crearsi nella borghesia cubana l'insofferenza verso il governo spagnolo e il desiderio di una maggiore autonomia. Si ebbero così alla fine del secolo le cosiddette due guerre d'indipendenza: la guerra dei dieci anni (1868-1878) e la piccola guerra (1879-1880), che furono insurrezioni popolari armate represse nel sangue. Le insurrezioni erano guidate dall'intellettuale José Martí, conosciuto a Cuba come il "Padre della patria".
Martí, in una lettera al suo amico Gonzalo de Quesada scritta il 14 dicembre 1889, mise in guardia sulla possibilità di un intervento statunitense: "Sulla nostra terra, Gonzalo, grava un altro piano più tenebroso […]: il diabolico piano di forzare l'isola, di farla piombare nella guerra per avere il pretesto per intervenirvi e con il credito di mediatore e garante, tenersela per sé".
Intervento che di fatto avvenne, nel terzo e decisivo conflitto, la cosiddetta Guerra Necessaria (1895-1898), dove il già debole e impreparato esercito spagnolo non poté nulla contro i ribelli fiancheggiati dalla Marina statunitense, che entrò nella guerra nel 1898 usando come pretesto l'affondamento del Maine, accusando la Spagna, rivelatosi a posteriori una falsità. Ebbe così inizio, parallelamente alla guerra d'indipendenza, la guerra ispano-americana.

### Affondamento del Maine

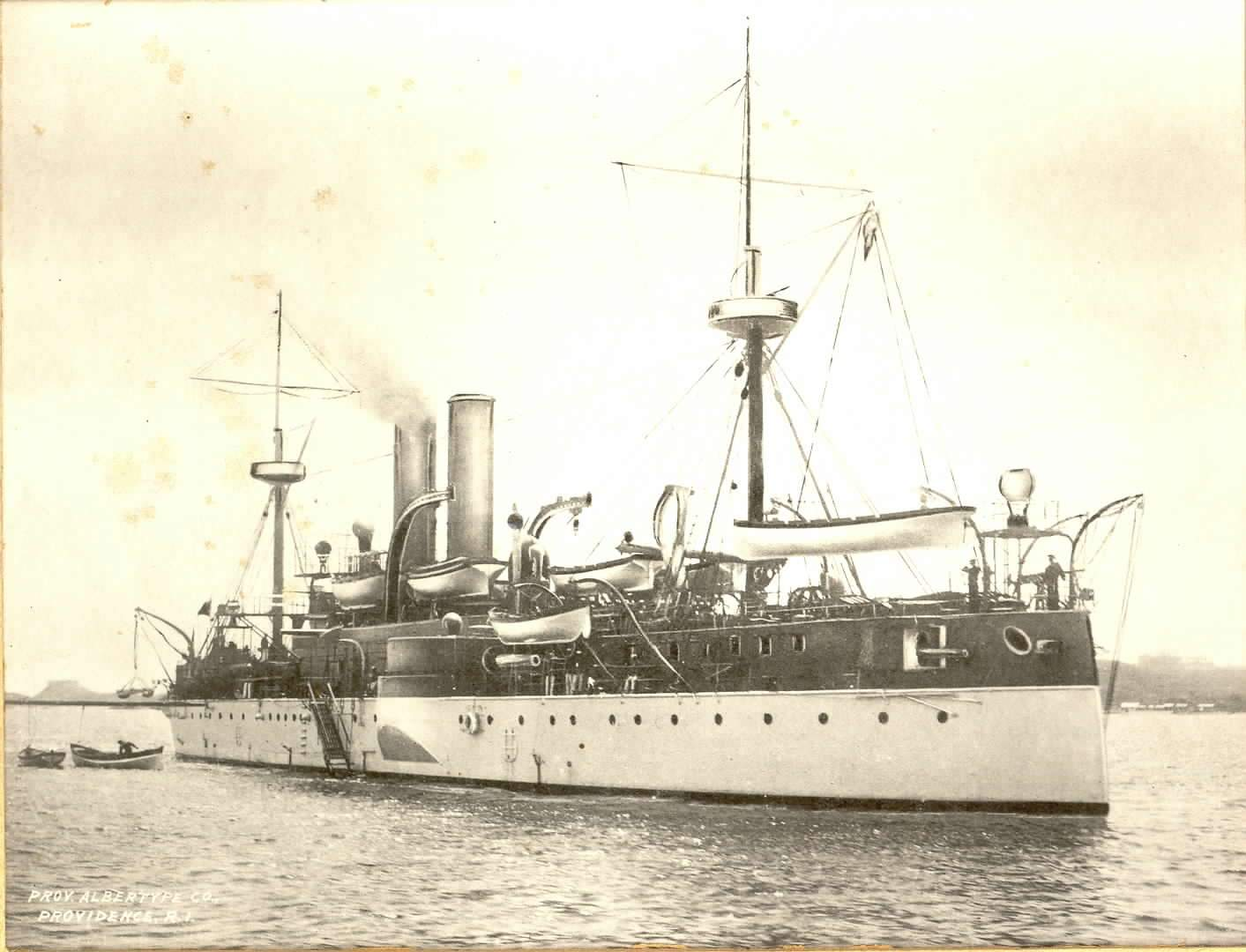
La corazzata "Maine", allora tra i fiori all'occhiello della Marina statunitense

Il 15 febbraio 1898 si teneva all'Avana una grande festa con invitati tutti gli ufficiali della marina americana; a sorvegliare il Maine rimasero solo i soldati semplici e l'equipaggio. All'improvviso una misteriosa esplosione causò la morte di tutte le 255 persone presenti sulla corazzata in quel momento, che affondò. L'opinione pubblica americana, fomentata dalla stampa al grido di "Remember the Maine! To Hell with Spain!" (it: "Ricordate il Maine! All'inferno con la Spagna!"), pretese l'intervento a favore dei ribelli nella terza guerra, che era già in atto da due anni, per vendicare il supposto "affronto".
Gli spagnoli cercarono di cooperare al fine che venissero raccolti gli elementi che provassero la loro estraneità. Una prima commissione di inchiesta statunitense, attivata nel 1898 e presieduta dal capitano William Thomas Sampson, concluse anche avvalendosi del parere di esperti della marina e di immersioni di sommozzatori sul relitto, che la detonazione della santabarbara dei proiettili da sei pollici a prua venne causata da una mina esterna, all'altezza della centina 18 (vicina alla prua).
Tra le ipotesi fatte per spiegare l'esplosione ci fu anche un'attribuzione agli americani stessi del sabotaggio, perché fornisse un casus belli all'intervento statunitense a Cuba.

### Espansione americana

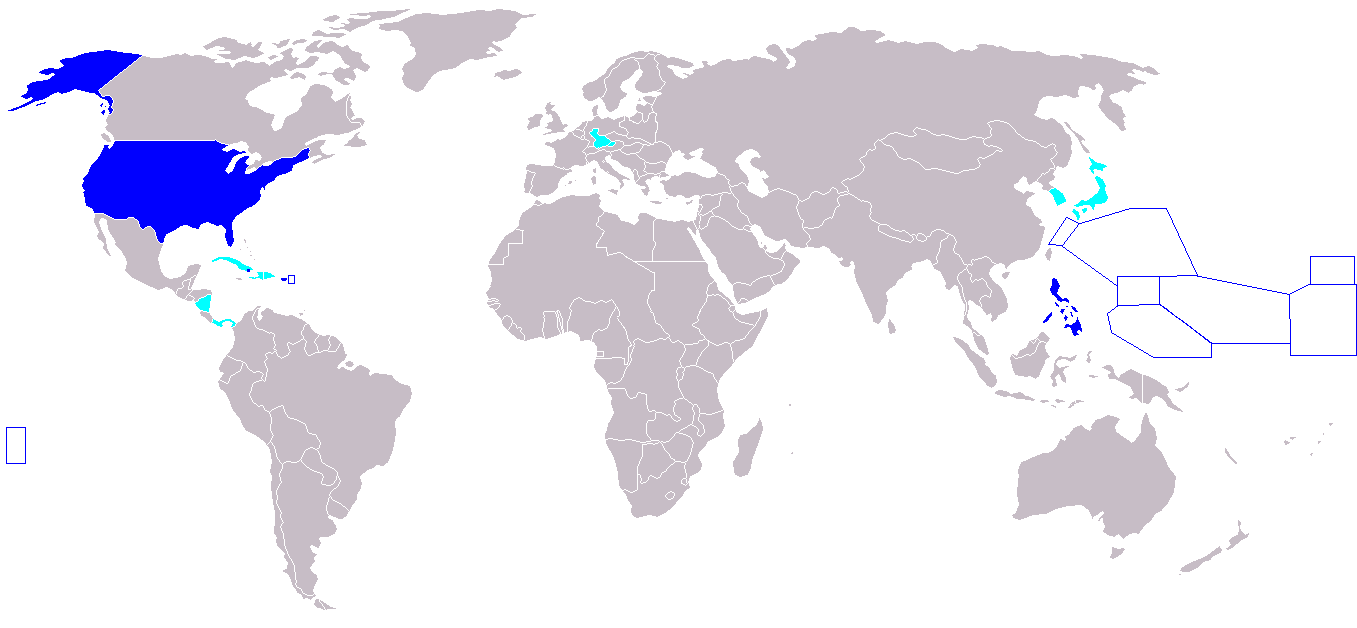
I territori del colonialismo statunitense, in blu i territori permanenti e in celeste i protettorati

Gli americani vinsero in tempi molto brevi e con perdite relativamente basse, tanto che la guerra venne definita Splendid little war (lett. "Breve splendida guerra"). Il 12 agosto 1898 venne firmato l'armistizio con il quale gli Stati Uniti ottennero dalla Spagna:
- il riconoscimento dell'indipendenza di Cuba che divenne poi protettorato americano;
- la cessione agli USA di Porto Rico e dell'isola di Guam;
- l'accettazione dell'occupazione di Manila nelle Filippine, che verranno direttamente acquistate in un secondo momento.

Questi risultati vennero quindi ratificati il 10 dicembre successivo dal trattato di Parigi. Nello stesso anno gli Stati Uniti avevano acquistato le Isole Hawaii. Infine Panama divenne "indipendente" nel 1903, anch'esso con il sostegno militare degli Stati Uniti, divenendo un altro protettorato statunitense.

### Protettorato americano (1898-1902)

Bandiera usata dal Protettorato americano di Cuba (1898-1902)

Dopo la guerra ispano-americana, Spagna e Stati Uniti firmarono il trattato di Parigi, con il quale la Spagna cedette Porto Rico, Guam e Filippine agli Stati Uniti per la somma di 20 milioni di dollari. Cuba, nel frattempo divenuta "Protettorato americano di Cuba", ottenne l'indipendenza formale dagli Stati Uniti il 20 maggio 1902. Gli Stati Uniti mantennero però il diritto di intervenire negli affari interni e sorvegliare le sue finanze e le relazioni con l'estero. Con l'emendamento Platt, gli Stati Uniti acquistarono la base navale della baia di Guantánamo da Cuba, tutt'oggi statunitense.

### Formale indipendenza (1902-1933)

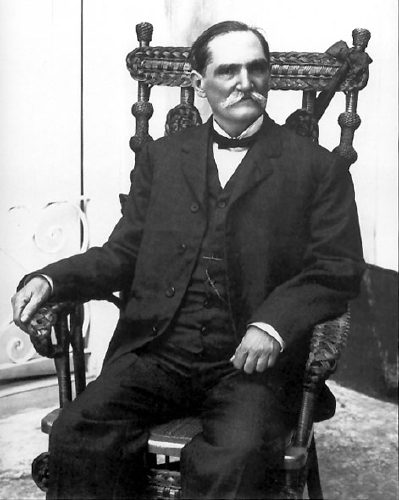
Tomás Estrada Palma, primo presidente di una Cuba formalmente indipendente

La nuova bandiera cubana, adottata nel 1902

Il 20 maggio 1902 nacque così la Repubblica di Cuba, con Tomás Estrada Palma come primo Presidente.
Palma si ricandiderà nel 1906, elezioni che furono aspramente contestate, a tal punto che si trovò a fronteggiare una rivolta armata di veterani della guerra di indipendenza che sconfissero le scarse forze del governo. Gli Stati Uniti intervennero rioccupando militarmente Cuba e nominarono Charles Edward Magoon come governatore per tre anni. Gli storici cubani hanno attribuito al governatorato di Magoon l'introduzione della corruzione politica e sociale. Nel 1908 l'autogoverno fu ristabilito quando José Miguel Gómez venne eletto presidente, ma gli Stati Uniti continuarono a interferire negli affari cubani, mantenendo nei fatti il protettorato.
Nel 1924, Gerardo Machado fu eletto presidente. Gestì il paese in modo dittatoriale, sopprimendo la libertà di stampa e reprimendo l'opposizione. La polizia segreta fu organizzata per esercitare uno stretto controllo sul paese e gli scagnozzi del regime, i porristas, sparavano sulla città, sicuri dell'impunità. La polizia importò a Cuba la "ley de fuga" del dittatore messicano Porfirio Díaz, che permetteva di sparare a un prigioniero che fuggiva, un processo che permise l'eliminazione di molti oppositori scomodi. Alcuni prigionieri vengono addirittura gettati agli squali. La sua dichiarata ammirazione per Benito Mussolini e l'uso di corpi paramilitari protetti dallo stato mentre era al potere lo hanno portato ad essere descritto come un "fascista tropicale" o "Mussolini tropicale". Durante la sua amministrazione, vi fu un aumento del turismo contrassegnato dalla costruzione di ristoranti e alberghi di proprietà statunitense per accogliere l'afflusso di turisti. Il crollo di Wall Street del 1929 fece precipitare il prezzo dello zucchero, causando disordini politici e conseguenti repressioni. Un movimento di protesta studentesco, conosciuto come la "Generazione del 1930", si oppose anche in maniera forte al Machado sempre più impopolare. Uno sciopero generale, e varie rivolte anche armate costrinsero Machado all'esilio nell'agosto 1933. Egli venne poi sostituito da Carlos Manuel de Céspedes y Quesada.
Nel settembre 1933 una rivolta di militari, capeggiati dal sergente Fulgencio Batista, rovesciò de Céspedes. Un comitato esecutivo di cinque membri (la cosiddetta "Pentarchia" del '33) fu scelto come guida del governo provvisorio. Ramón Grau San Martín fu poi nominato presidente temporaneo.

### Dittatura militare (1933-1959)

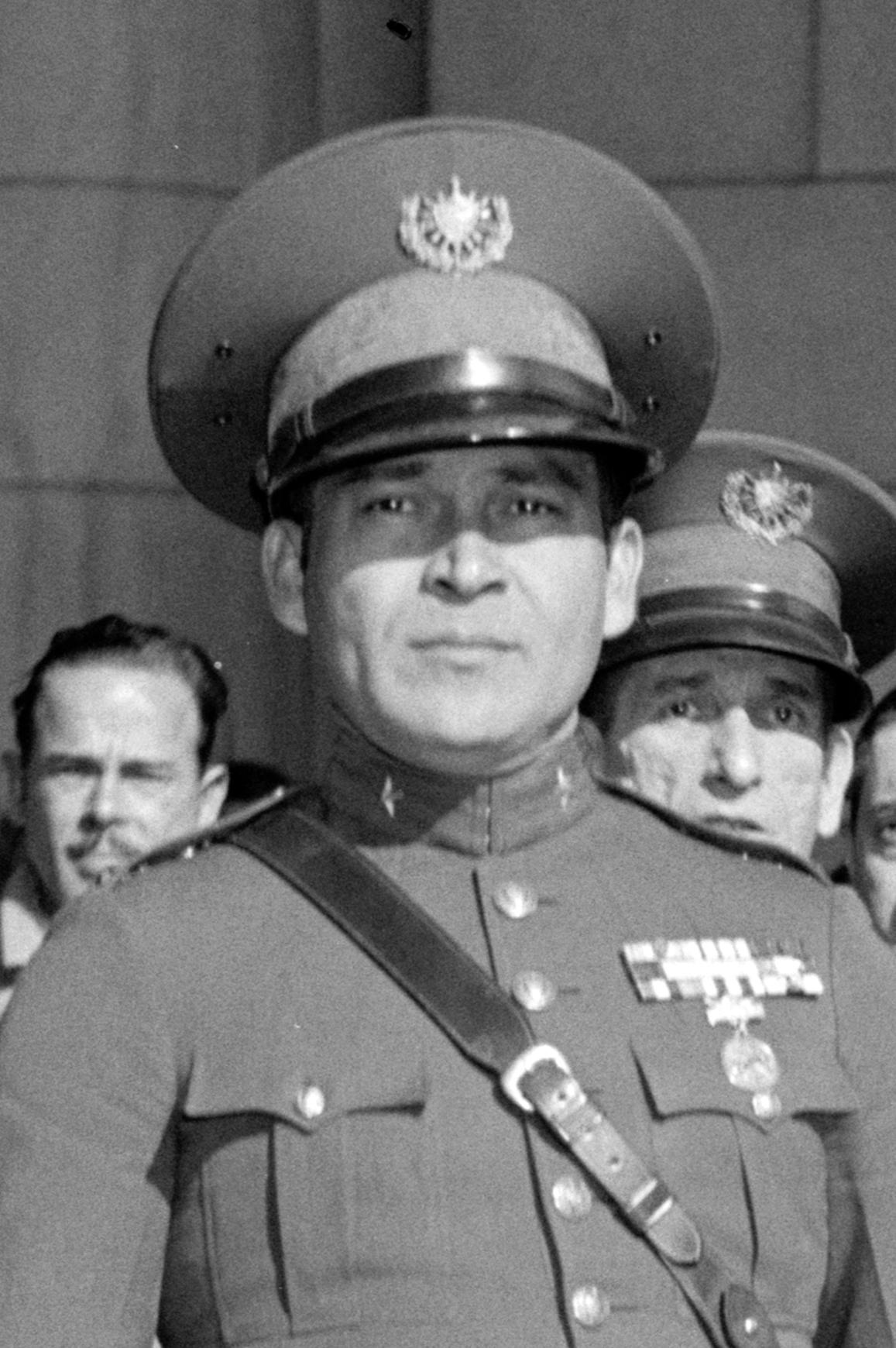
Fulgencio Batista, ufficialmente Presidente dal 1940 al 1944 e dal 1952 al 1959. Di fatto dittatore già dal 1933

Grau si dimise nel 1934, lasciando la strada libera per Batista che dominò la politica cubana per i successivi 25 anni, attraverso anche una serie di presidenti fantoccio. Dopo essersi candidato con esito negativo per la presidenza nel 1952, Batista mise in atto un colpo di Stato e proclamò illegale il Partito Comunista di Cuba. Aumentò il salario delle forze armate e della polizia (da 67 pesos a 100 pesos e da 91 pesos a 150 pesos, rispettivamente), si concesse un salario annuale superiore a quello del presidente USA (passò da 26 400 $ a 144 000 $ contro i 100 000 $ di Truman), sospese il Congresso e consegnò il potere legislativo al Consiglio dei Ministri, abolì il diritto di sciopero, ripristinò la pena di morte (vietata dalla Costituzione del 1940) e sospese le garanzie costituzionali. Gli Stati Uniti riconobbero subito il suo governo come legittimo. Come sottolineò l'ambasciatore USA all'Avana, "le dichiarazioni del generale Batista rispetto al capitale privato furono eccellenti. Furono molto ben accolte e io sapevo senza dubbio possibile che il mondo degli affari fosse parte dei più entusiasti sostenitori del nuovo regime".
Le riserve monetarie scesero da 448 milioni di pesos, nel 1952, a 373 milioni nel 1958. Il debito del paese passò da 300 milioni di dollari, nel marzo 1952, a 1 300 milioni nel gennaio 1959, e il deficit di bilancio raggiunse gli 800 milioni di dollari.
Nel maggio 1955, il regime militare creò l'Ufficio per la Repressione delle Attività Comuniste (BRAC), incaricato di "reprimere tutte le attività sovversive". Cuba fu influenzata da quello che era forse il più grande sindacato dei lavoratori in America Latina, che risultò determinante nelle scelte politiche strategiche. I sindacati dei lavoratori supportarono fino alla fine Batista, che resistette al potere fino a quando fu costretto all'esilio nel dicembre 1958, lasciando il posto alla presidenza castrista.

### La rivoluzione e la presidenza di Fidel Castro

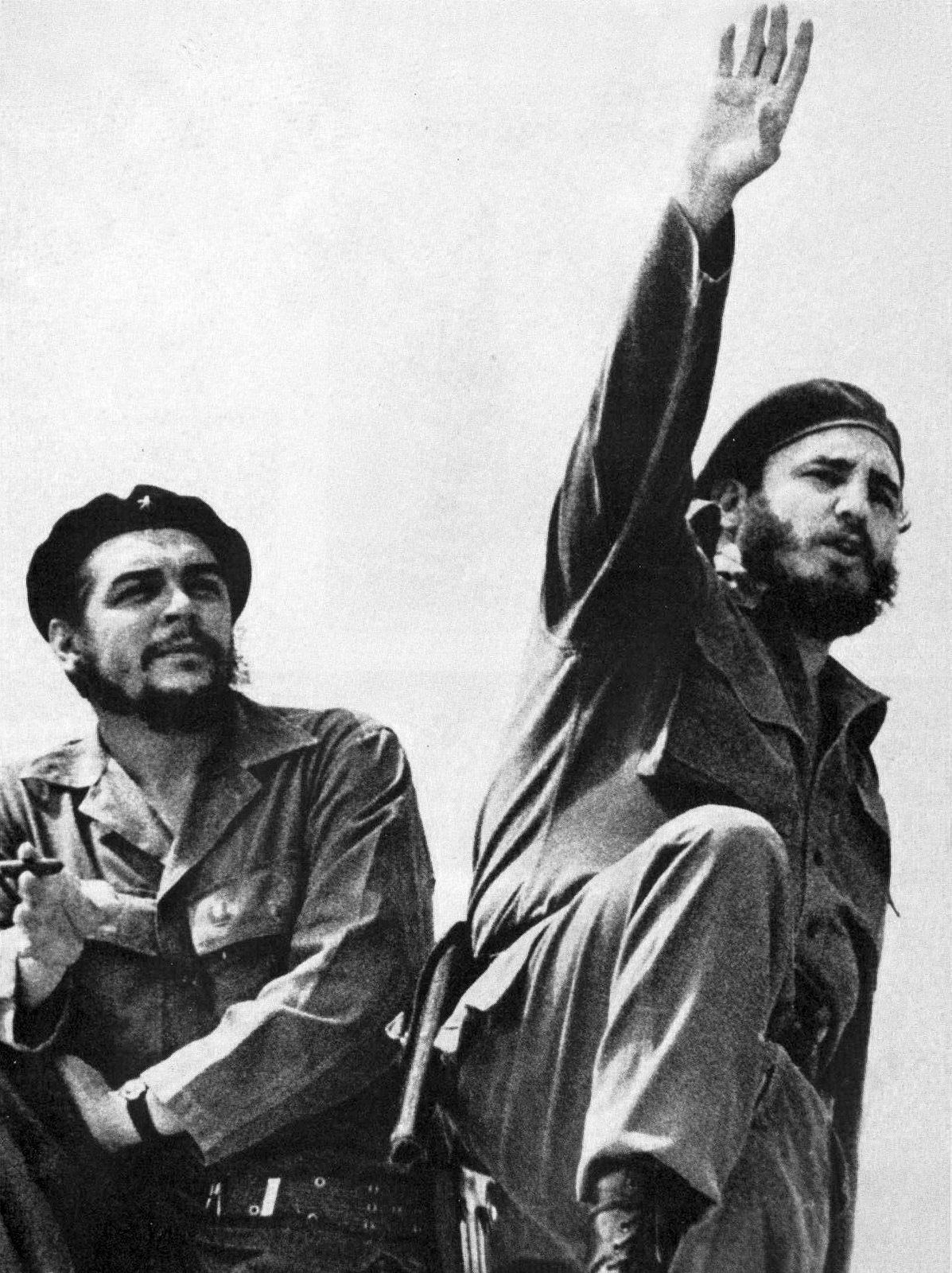
Che Guevara e Fidel Castro nel 1961, fotografati da Alberto Korda

Nel 1950, varie organizzazioni, tra cui alcune sostenendo rivolte armate, hanno lottato per ottenere un cambiamento politico. Dopo un tentativo di insurrezione fallito e un periodo di reclusione, l'avvocato Fidel Castro riorganizzò dal Messico la lotta contro la dittatura insieme con alcuni volontari, tra cui il medico argentino Ernesto Guevara de La Serna, detto "el Che" e l'italiano Gino Donè Paro, detto "el Italiano", unico europeo partecipe alla Rivoluzione.
L'ambasciatore USA Arthur Gardner espresse la sua opinione su Fidel Castro in un rapporto inviato al Dipartimento di Stato. Il leader del Movimento 26 Luglio era un "gangster" che "andava a impossessarsi delle industrie statunitensi" e "nazionalizzare tutto". In quanto a Fulgencio Batista, «dubito che abbiamo avuto migliore amico di lui». Era necessario quindi "sostenere l'attuale governo e promuovere l'espansione degli interessi economici USA".
Il giornalista Jules Dubois descrisse il regime di Batista: "Batista ritornò al potere il 10 marzo 1952 e iniziò allora la fase più sanguinosa della storia cubana dalla guerra d'indipendenza, quasi un secolo prima. Le rappresaglie da parte delle forze repressive di Batista costarono la vita a molti prigionieri politici. Per ogni bomba che esplodeva, prendevano due prigionieri dal carcere e sommariamente venivano giustiziati. Una notte in Marianao, un quartiere dell'Avana, si ritrovarono i corpi di 98 prigionieri politici nelle strade, crivellati di colpi".
La rivoluzione cominciò con la spedizione di 82 persone che, sbarcate sull'isola, affrontarono l'esercito e ripiegarono sui monti della Sierra Maestra per un periodo iniziale di lotta durante il quale cercarono e ottennero il consenso tra la popolazione. Questo permise la costituzione di un piccolo esercito popolare che affrontò quello nazionale attraversando tutta l'isola, fino alla decisiva battaglia di Santa Clara, il 30 dicembre del 1958. La notte di Capodanno del 1959 Fulgencio Batista si dette alla fuga trafugando denaro delle riserve nazionali; il 1º gennaio 1959 le colonne ribelli si diressero alla capitale senza incontrare alcuna resistenza e l'8 gennaio Fidel Castro e i barbudos entrarono trionfanti a L'Avana.
Verso la fine del 1958 i ribelli avevano conquistato la Sierra Maestra e lanciato un'insurrezione popolare generale. Il 1º gennaio 1959, dopo che combattenti di Castro ebbero catturato Santa Clara, Batista fuggì con la sua famiglia in Repubblica Dominicana. Successivamente andò in esilio sull'isola portoghese di Madeira e infine si stabilì a Estoril, vicino a Lisbona. Le forze di Fidel entrarono nella capitale il giorno 8 gennaio 1959. Il liberale Manuel Urrutia Lleó divenne presidente provvisorio.
La questione razziale è menzionata per la prima volta in un discorso pronunciato da Castro il 2 marzo 1959, in cui si chiede alla popolazione di eliminare la discriminazione razziale e stabilisce la sua politica di creazione di scuole e posti di lavoro a cui i cubani neri hanno accesso. Da allora in poi, le manifestazioni di razzismo sono state considerate controrivoluzionarie e politicamente condannate dalle autorità. Castro ha iniziato un processo di lavoro politico ed educativo dal 1959 per lo sradicamento del razzismo. Con l'eliminazione di spazi privati come club, spiagge, scuole e ospedali, scomparve anche la possibilità per i proprietari di decidere chi erano i loro membri e di effettuare tali selezioni in base a questioni razziali. Il governo cubano cominciò anche ad arrestare i leader della mafia. Prima di morire, Meyer Lansky ha detto che Cuba "lo ha rovinato". Secondo Enrique Cirulo, uno storico della mafia, Cuba è l'unico paese dove la mafia ha vissuto una caduta così precipitosa.
Il governo degli Stati Uniti ha reagito inizialmente favorevolmente alla rivoluzione cubana, vedendola come parte di un movimento per portare la democrazia in America Latina. La promulgazione della legge della riforma agraria, che espropriava i latifondi e riuniva in cooperative le piccole aziende, e la nazionalizzazione dell'industria, che privò le imprese statunitensi della proprietà delle raffinerie di zucchero, peggiorarono tuttavia i rapporti. Nel febbraio 1960, Castro firmò inoltre un accordo commerciale con il vicepremier sovietico Anastas Ivanovič Mikojan.
Nel marzo 1960, Eisenhower approvò un piano della CIA per armare e formare un gruppo di rifugiati cubani per rovesciare il governo di Castro. Gli USA agirono il 16 aprile 1961, quando il presidente John Fitzgerald Kennedy appoggiò uno sbarco armato degli esuli cubani organizzati dagli Stati Uniti sulle coste della baia dei Porci (ricordato, per l'appunto, come sbarco nella baia dei Porci) per cercare di organizzare la controrivoluzione. Dopo alcuni giorni di combattimento, grazie anche alla mobilitazione popolare a favore della Rivoluzione l'azione armata fallì, e tale fallimento fu la principale causa dell'avvicinamento politico di Cuba all'Unione Sovietica.
Il 25 aprile 1961 gli Stati Uniti decretarono inoltre un embargo totale verso Cuba, costringendo l'isola a dipendere economicamente dall'Unione Sovietica. L'anno successivo, in piena guerra fredda, l'installazione di impianti missilistici sovietici sul suolo cubano causò la cosiddetta crisi dei missili di Cuba, che si concluse con un accordo pacifico tra il presidente statunitense John Fitzgerald Kennedy e allora segretario del PCUS Nikita Chruščёv.
Nel gennaio del 1962, su pressione statunitense, Cuba è stata sospesa dall'Organizzazione degli Stati americani (OAS), e nello stesso anno l'OAS ha incominciato a imporre sanzioni contro Cuba di natura analoga per le sanzioni degli Stati Uniti. La crisi dei missili cubani si è verificato nell'ottobre 1962. Nel 1963, Cuba si stava muovendo verso un vero e proprio sistema comunista modellato sull'URSS.
Negli anni settanta e ottanta le truppe cubane parteciparono a conflitti armati in Africa, a fianco di movimenti di liberazione nazionale, come l'MPLA in Angola (guerra d'indipendenza dell'Angola e guerra civile in Angola) o la SWAPO in Namibia (guerra d'indipendenza della Namibia) nel quadro della più ampia guerra contro il colonialismo portoghese, e di alcuni governi comunisti, inoltre sostennero la lotta della popolazione nera in Sudafrica contro il regime dell'apartheid e secondo alcuni fu proprio la battaglia di Cuito Cuanavale, combattuta dai soldati cubani contro le truppe sudafricane che avevano invaso l'Angola, a indebolire fortemente il regime sudafricano e a portarlo alla sua fine. Altro intervento cubano nel continente africano molto importante fu l'aiuto dato all'Etiopia durante la guerra dell'Ogaden assieme a Unione Sovietica e Yemen del Sud. In quest'ultimo caso, i capaci reparti militari cubani furono determinanti nel salvare l'Etiopia dall'avanzata nemica aiutandola poi a vincere la guerra contro la Somalia guidata da Siad Barre.
Fidel Castro ammise i fallimenti delle politiche economiche in un discorso del 1970. Nel 1975 l'OAS revocò le sanzioni contro Cuba, con l'approvazione di 16 Stati membri, compresi gli Stati Uniti, che tuttavia mantennero le proprie sanzioni. Le regole di Castro vennero severamente testate all'indomani del crollo sovietico nel 1991 (conosciuto a Cuba come periodo especial). Il paese ha affrontato una grave recessione economica dopo il ritiro delle sovvenzioni sovietiche da $ 4 miliardi a $ 6 miliardi ogni anno, con conseguenti effetti di carenza di cibo e carburante. Il governo non accettò donazioni statunitensi di cibo, medicine e contanti fino al 1993.
Inizialmente, alcuni accordi commerciali con la Cina hanno contribuito a mitigare gli effetti della crisi economica; più recentemente, l'istituzione dell'accordo internazionale ALBA (Alianza bolivariana para América Latina y el Caribe) promosso da Cuba e Venezuela nel 2004, e la sua estensione a un numero crescente di Stati latino-americani hanno avviato per l'isola caraibica una lenta ripresa degli scambi commerciali e, in particolare, delle importazioni di petrolio.
Il 31 luglio del 2006 Fidel Castro si dimise dagli incarichi di segretario del Partito Comunista di Cuba, presidente del consiglio di Stato, presidente del consiglio dei ministri e capo delle forze armate a causa di gravi problemi di salute. A succedergli fu il fratello Raúl, che il 28 febbraio 2008 venne anche eletto presidente: egli ha effettuato alcune riforme economiche che hanno portato alla liberalizzazione del mercato delle "nuove tecnologie" come DVD, telefoni cellulari, computer e altro. Sono state annunciate altre, come la fusione dei due sistemi monetari cubani, moneda nacional e cuc. È stata lanciata una campagna per il superamento di lentezze burocratiche e inefficienze interne.
Il 3 giugno 2009, l'Organizzazione degli Stati americani ha adottato una risoluzione per porre fine al divieto di 47 anni di appartenenza di Cuba al gruppo. La risoluzione ha dichiarato, tuttavia, che la piena adesione potrebbe essere ritardata fino a che Cuba si sistemi "in conformità con le pratiche, fini e principi dell'OAS". Fidel Castro ha ribadito la sua posizione che egli non era interessato a far parte dell'organizzazione dopo che la risoluzione dell'OAS era stata annunciata.
Dal 14 gennaio del 2013 i cittadini dello Stato caraibico possono uscire liberamente da Cuba con il solo passaporto senza formalità particolari (come accadeva in passato). Nel 1961 il governo cubano aveva infatti imposto ampie restrizioni sui viaggi per evitare l'emigrazione di massa di persone dopo la rivoluzione del 1959; erano approvati visti di uscita solo in rare occasioni.
Nel dicembre 2014, sotto la supervisione del presidente USA Barack Obama, colloqui di intermediazioni tra funzionari statunitensi e cubani hanno portato a un accordo politico per il rilascio di Alan Gross (impiegato della statunitense United States Agency for International Development che da alcuni anni era imprigionato a Cuba con l'accusa di essere una spia al soldo del governo statunitense), di cinquantadue prigionieri politici detenuti nelle carceri cubane e di un non-identificato agente (comunque non cittadino degli Stati Uniti) in cambio del rilascio, da parte degli USA, di tre agenti cubani che si trovavano incarcerati negli Stati Uniti.
Inoltre, mentre l'embargo tra Stati Uniti e Cuba non cesserà immediatamente, sarà attenuato per consentire l'importazione, l'esportazione e un certo commercio tra i due Stati. Il 30 giugno 2015 Cuba e gli Stati Uniti hanno raggiunto un accordo per la riapertura delle ambasciate nelle rispettive capitali, puntualmente avvenuta il 20 luglio 2015. Il 14 agosto 2015, alla presenza del Segretario di Stato americano John Kerry, centinaia di cubani hanno assistito alla cerimonia dell'alzabandiera statunitense davanti all'ambasciata degli Stati Uniti d'America sul lungomare del Malecon, all'Avana.
Fidel Castro morì all'età di 90 anni (nel 2016), il fratello Raúl fu presidente fino al 2018, anno in cui lasciò la presidenza a Miguel Díaz-Canel.
Il 21 dicembre 2019, quest'ultimo, dopo 43 anni, nomina come Primo Ministro Manuel Marrero Cruz.

### Manifestazioni e scontri
L'11 luglio 2021 migliaia di persone sono scese in piazza a Cuba, in quella che è stata definita la più grande protesta di massa mai vista sull'isola negli ultimi 30 anni. Nel mirino ci sono il presidente della Repubblica Miguel Díaz-Canel e una situazione economica che continua a peggiorare. Si sono registrati scontri con la Polizia nazionale rivoluzionaria, le Fuerzas Armadas Revolucionarias de Cuba e i supporter del governo (numericamente quasi uguali) Membri del CDR, scesi in strada per contro-manifestare. Pronta è stata infatti la risposta di Diaz-Canel che, mediante un comunicato televisivo, ha chiamato i cittadini a scendere in piazza per manifestare in difesa di Cuba.
Durante le proteste, si è verificata la morte di un manifestante secondo le autorità cubane (5 secondo altre fonti), il ferimento di alcune persone e l'arresto di alcune centinaia di manifestanti.

## Geografia

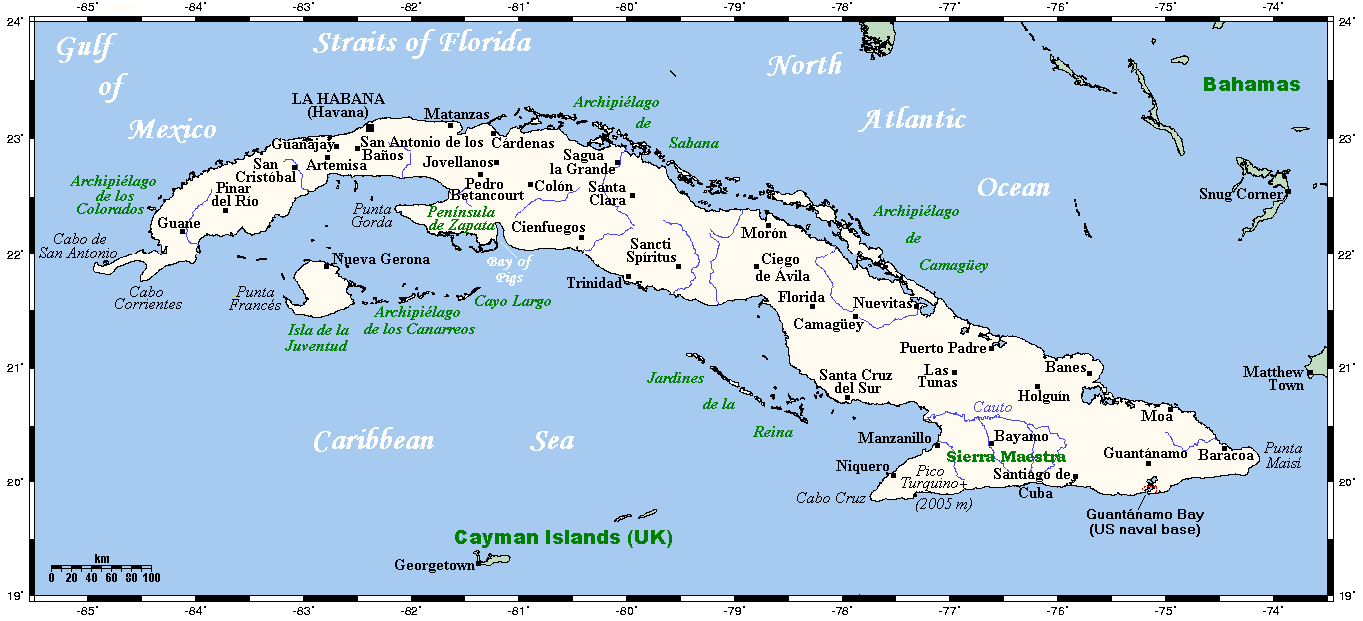
Carta geografica di Cuba con le città principali in evidenza

Cuba è situata nella parte settentrionale del vasto arcipelago dei Caraibi ed è la sua isola più grande. A nord si trovano gli Stati Uniti, separati da Cuba dallo stretto di Florida largo solo 180 km e l'oceano Atlantico settentrionale.
A ovest si trova il canale dello Yucatán che la divide dal continente centro-americano, a sud il Mar dei Caraibi e a est il canale Sopravento che la separa da Haiti. La Repubblica occupa l'intera isola, e le varie isolette circostanti, come l'Isola della Gioventù (Isla de la Juventud), con l'eccezione della baia di Guantánamo, una base navale che è stata data in "prestito" agli Stati Uniti nel 1903.

### Ambiente
Cuba ospita una biodiversità particolarmente importante e un gran numero di specie endemiche, che vanno dal più piccolo uccello del pianeta (il colibrì di Elena) al coccodrillo cubano che può misurare fino a 3,5 metri di lunghezza. Tra le altre specie sono presenti le iguane terrestri, lo hutia, 370 specie di uccelli, 26 di pipistrelli e lumache del genere Polymita. Il paese è uno dei pochi in cui le popolazioni di api non sono diminuite, grazie alla promozione di un'agricoltura biologica.
L'isola è riuscita finora a mantenere intatte le sue bellezze naturali ed è considerata il polmone verde dei Caraibi. Le autorità cubane hanno fatto della protezione del patrimonio naturale una priorità e hanno creato più di 250 aree naturali protette, che coprono il 22% del paese. La riserva naturale del giardino della regina, che comprende quasi 150 chilometri di isole, scogliere e mangrovie, ospita una delle barriere corallina meglio conservate al mondo. Tuttavia, lo sviluppo del turismo di massa e il riscaldamento globale stanno destando qualche preoccupazione.

### Morfologia
Il suo territorio è prevalentemente pianeggiante, con una cordigliera che si allunga parallela alla costa. Qui il paesaggio è caratterizzato dai Mogotes de Jumagua, formazioni calcaree ricoperte di vegetazione.
Il notevole sviluppo costiero offre un'ampia varietà di paesaggi marini, dalla costiera rocciosa a quella alta e con dirupi, ma soprattutto una smisurata distesa di spiagge. La barriera corallina si estende all'esterno dell'arcipelago di Camagüey. Nello sviluppo della costa si trovano profonde e ampie insenature che costituiscono bacini portuali naturali di eccezionale valore e bellezza, sedi dei porti commerciali storici di Cuba come L'Avana, Santiago di Cuba e Cienfuegos.
I fiumi sono caratterizzati da un corso breve, data la forma stretta dell'isola. Sono però ricchi d'acqua, anche se il loro regime è determinato dalle piogge: alcuni hanno tratti sotterranei a causa della formazione carsica del terreno. Il più lungo è il Rio Cauto (343 km) che, a differenza degli altri, scorre in senso longitudinale.

### Clima
La forma allungata dell'isola sull'asse est-ovest e quindi la sua ininfluente differenza di latitudine fra le sue estremità nord e sud, rendono l'isola uniforme dal punto di vista climatico, caratterizzato dal soffio costante degli alisei che provengono dall'oceano Atlantico. Il clima tropicale viene diviso in due stagioni, secco nel periodo invernale (da novembre ad aprile) e umido da maggio a ottobre. Le temperature medie su scala annuale sono comprese tra 20 e 30 °C e le precipitazioni abbondanti e di forte intensità nel periodo estivo.
La temperatura dell'acqua del mare, anche per la presenza della vicina corrente del Golfo, oscilla tra i 26 °C d'inverno e i 28-30 °C del periodo estivo. Durante la stagione umida, in particolare fra settembre e ottobre, si possono verificare gli uragani, sistemi depressionari molto profondi, di estensione variabile tra i 150 e 600 km di diametro, che riescono a sviluppare venti di straordinaria intensità (fino a 300 km/h) e piogge torrenziali inondanti, che causano con una certa regolarità gravi problemi alla popolazione.

## Uragani
Cuba è regolarmente colpita da uragani durante l'estate e l'autunno. Tra questi, l'uragano cubano del 1910 è stato particolarmente degno di nota, colpendo l'isola per 5 giorni, l'uragano del 1924 è stato il primo noto ad essere approdato sull'isola come categoria 5, e l'uragano del 1932 è ancora il più letale ad aver colpito il Paese, con oltre 3 000 morti. Quest'ultimo raggiunse la massima categoria 5 della scala Saffir-Simpson, ma era sceso a categoria 4 prima di colpire Cuba. La stagione degli uragani del 2008 ha avuto un pesante impatto sull'economia cubana, in particolare sull'agricoltura e sull'allevamento: la distruzione causata dai cicloni tropicali è stimata in 10 miliardi di dollari (7,9 miliardi di euro). 500 000 famiglie sono state colpite, 156 000 ettari di canna da zucchero sono stati distrutti e 500 000 sono stati allagati.
Di fronte alle crisi periodiche causate dagli uragani, il popolo cubano e lo Stato hanno acquisito esperienza e sviluppato una logistica in grado di proteggere le persone e le proprietà dai venti selvaggi che sono comuni sull'isola. Dieci grandi uragani hanno colpito Cuba tra il 1985 e il 2004, causando solo ventidue morti. Ad esempio, quando Cuba fu colpita dall'uragano Georges nel 1998, ci furono solo quattro morti rispetto ai 600 di altri Paesi colpiti. Analogamente, l'uragano Charley dell'agosto 2004 ha provocato quattro morti a Cuba contro i 30 della Florida. Nel luglio 2005, anche l'uragano Dennis ha ucciso solo 16 persone, ma ha causato ingenti danni e costretto oltre 1,5 milioni di persone a evacuare. Si trattava di un uragano di categoria 4 con venti sostenuti di 240 km/h, simile all'uragano del 1932 che colpì le coste cubane. Per il responsabile dell'agenzia ONU Strategia internazionale per la riduzione dei disastri, Salavano Briceno, questo successo cubano si basa sull'importanza degli sforzi educativi e di prevenzione compiuti dalle autorità cubane. La qualità dei servizi di emergenza cubani è stata oggetto di un forum specifico alla Conferenza mondiale sulla riduzione dei disastri del gennaio 2005.

## Fuso orario
Cuba adotta il fuso orario UTC-5 e infatti richiede un aggiustamento di −5 ore rispetto al meridiano primo. Osserva inoltre l'ora legale che prevede l'avanzamento di 1 ora in estate.

## Ordinamento dello Stato

### Suddivisioni amministrative

Province di Cuba

L'attuale suddivisione politico-amministrativa è stata adottata nel 1976, in contemporanea con l'approvazione della nuova Costituzione, ed è basata su 15 province e un municipio speciale, Isla de la Juventud. Le province, che costituiscono la suddivisione amministrativa di primo livello del Paese, sono a loro volta divise in 169 comuni detti municipios.
Il 1º agosto 2010 l'Assemblea nazionale ha approvato un piano che riorganizza lo Stato dal punto di vista politico-amministrativo: le modifiche riguardano la divisione della provincia dell'Avana in due nuove province, Artemisa e Mayabeque, e la soppressione del municipio di Varadero, che viene riaccorpato a quello di Cárdenas. Queste modifiche sono entrate in vigore dal 1º gennaio 2011.

### Città principali

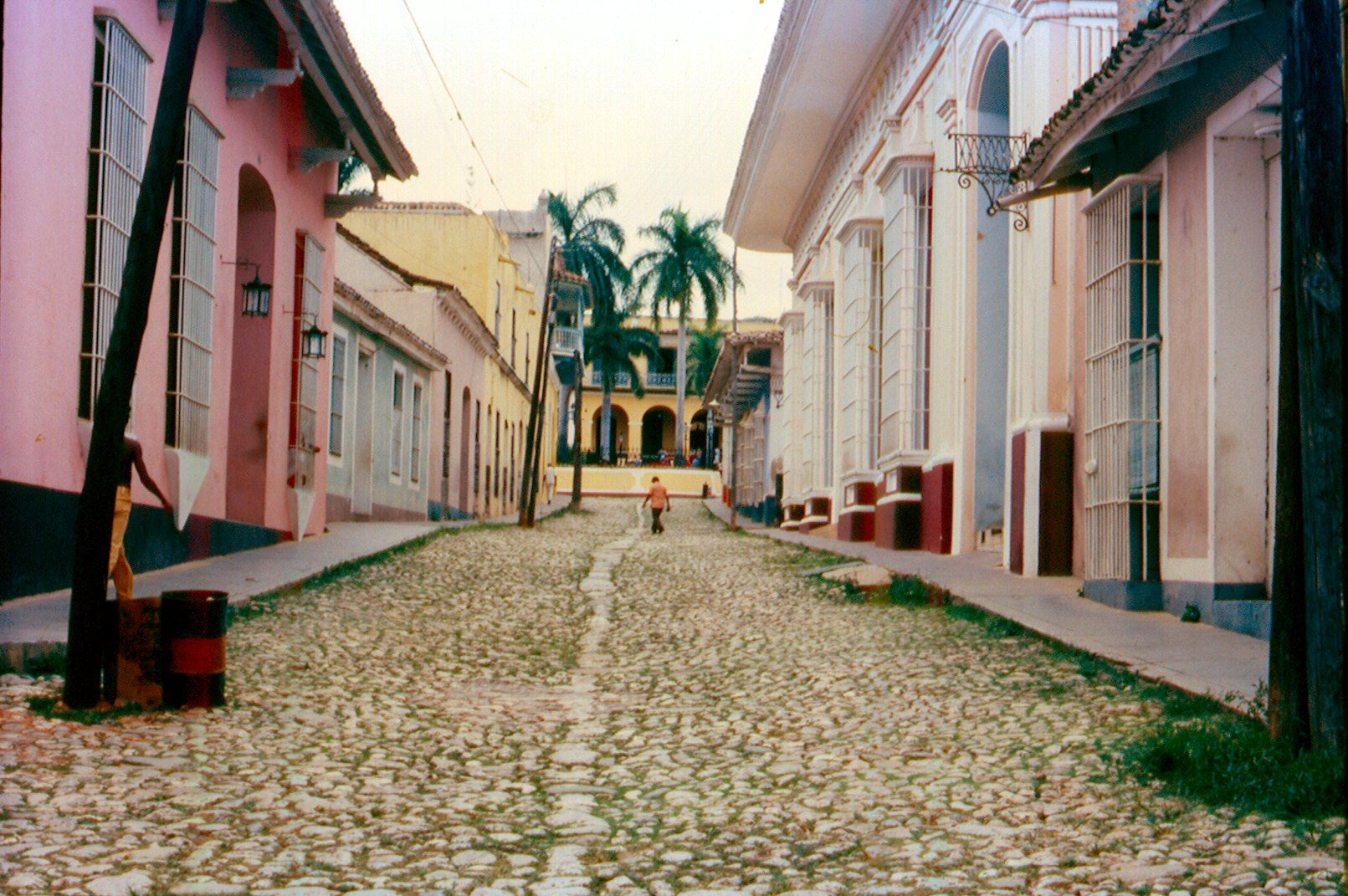
Trinidad, dal 1988 Patrimonio dell'umanità

| Città            | Provincia        | Abitanti  |
| ---------------- | ---------------- | --------- |
| L'Avana          | L'Avana          | 2 105 498 |
| Santiago di Cuba | Santiago di Cuba | 431 471   |
| Camagüey         | Camagüey         | 305 845   |
| Holguín          | Holguín          | 277 050   |
| Santa Clara      | Villa Clara      | 205 812   |
| Guantánamo       | Guantánamo       | 207 857   |
| Bayamo           | Granma           | 147 563   |
| Las Tunas        | Las Tunas        | 153 982   |
| Cienfuegos       | Cienfuegos       | 140 734   |
| Pinar del Río    | Pinar del Río    | 137 523   |
| Matanzas         | Matanzas         | 132 665   |
| Ciego de Ávila   | Ciego de Ávila   | 110 422   |

## Politica

### Politica interna
La Repubblica di Cuba è, secondo la Costituzione cubana del 24 febbraio 1976 uno "Stato socialista di lavoratori", indipendente e sovrano, laico, organizzato come repubblica unitaria e democratica (art. 1), in cui il potere è esercitato dal popolo mediante le Assemblee del potere popolare (art. 3), ossia l'Assemblea nazionale del potere popolare, le assemblee provinciali e le assemblee municipali. La revisione Costituzionale del 1992, avvenuta dopo il dibattito nelle assemblee tenute in tutto il Paese, ha prodotto una nuova Carta ispirata alle idee di José Martí e agli ideali politici di Karl Marx, Friedrich Engels e Lenin.
De facto, Cuba ha un governo autoritario in cui l'opposizione politica non è consentita. La censura è estesa e il giornalismo indipendente viene represso. Reporter senza frontiere ha definito Cuba uno dei peggiori Paesi al mondo per la libertà di stampa (nel 2024 era 168° su 180 Stati considerati).
Cuba è considerata un regime autoritario secondo i rapporti Democracy Index e Freedom in the World. Più specificamente, Cuba è considerata una dittatura militare nel Democracy-Dictatorship Index ed è stata descritta come "una società militarizzata" con le forze armate che sono state a lungo l'istituzione più potente del Paese.
Le principali modifiche alla Costituzione hanno riguardato: garanzie per gli investimenti stranieri; riconoscimento, rispetto e garanzia per le libertà religiose; una maggiore flessibilità per il commercio estero; elezione da parte dei cittadini, con voto diretto e segreto, sia dei delegati alle 14 Assemblee Provinciali sia dei deputati al Parlamento.
Cuba è stato tra i primi Stati nel mondo a recepire nella propria Costituzione i principi ecologici della Conferenza sull'Ambiente e lo Sviluppo di Rio de Janeiro. Nel 1992 al Summit della Terra Fidel Castro lanciò l'allarme sulla crisi ecologica che si sarebbe dovuta affrontare in futuro, rilevatasi profetica decenni dopo.
Al Partito Comunista di Cuba (PCC) "martiano e marxista-leninista" è assegnato il ruolo di "avanguardia organizzata della nazione cubana" (art. 5). Non propone candidati e tantomeno partecipa alle elezioni non essendoci competizione con altri partiti, poiché il Partito Comunista è riconosciuto come unico partito politico legittimo dalla Costituzione del 2019.

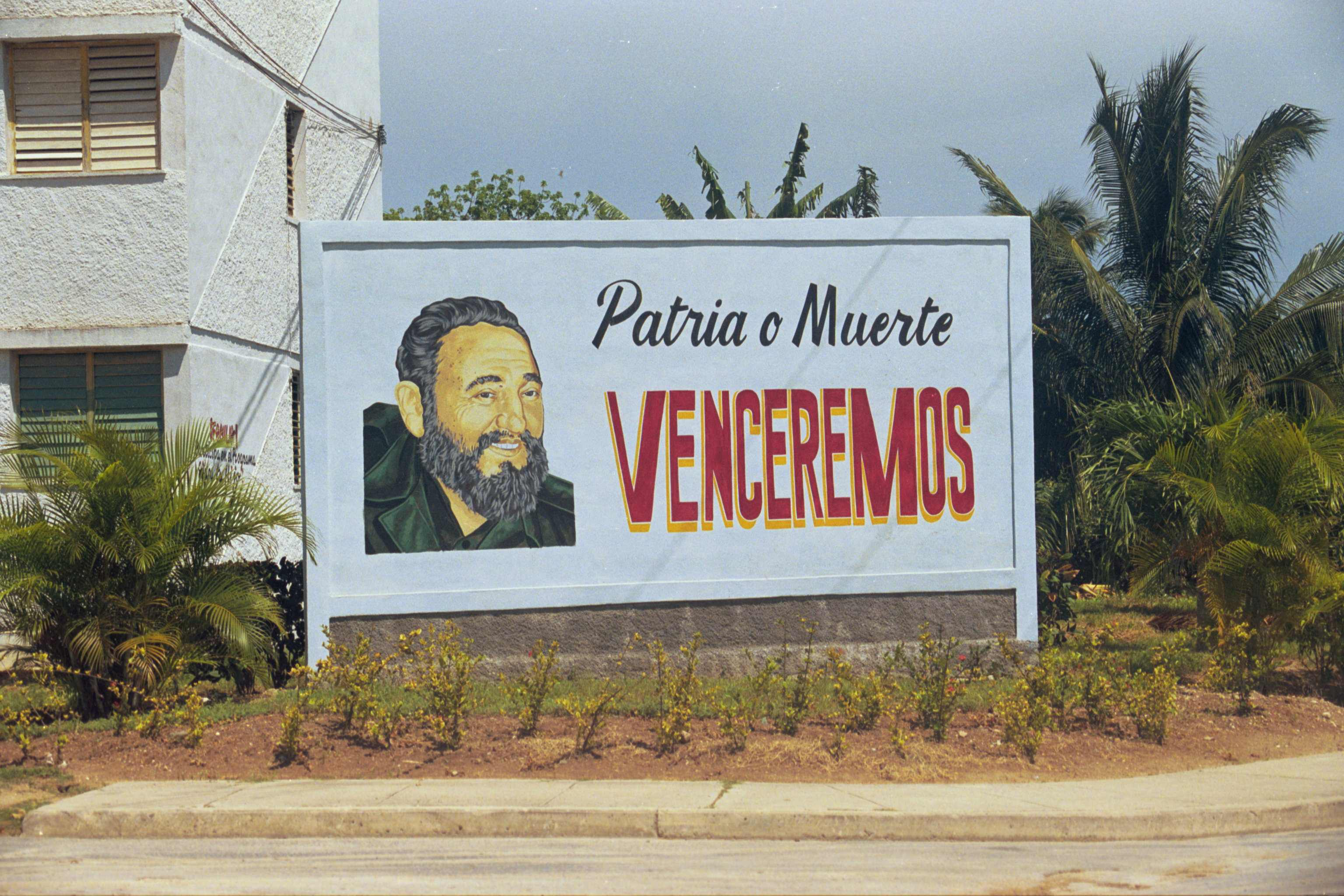
Un cartellone di propaganda: Patria o Morte. Vinceremo

Le elezioni a Cuba non sono considerate democratiche.
Le elezioni per l'Assemblea nazionale del potere popolare si svolgono in due fasi: in un primo momento i candidati vengono scelti in una sorta di elezioni primarie e l'accettazione della candidatura è subordinata al vaglio del comitato elettorale. I comitati elettorali sono strettamente sotto il controllo del Partito Comunista. Successivamente i candidati sono sottoposti al vaglio del corpo elettorale provinciale e devono conquistare la metà più uno dei consensi per essere eletti. Hanno diritto di voto i cittadini cubani incensurati e maggiorenni (l'età prevista per il raggiungimento della maggiore età a Cuba è 16 anni).
Gli elettori di una circoscrizione hanno la facoltà di revocare in qualsiasi momento il mandato al deputato o al delegato. Secondo la Costituzione cubana, il voto è segreto e lo spoglio è pubblico. Molte associazioni denunciano che il conteggio dei voti non venga verificato da osservatori indipendenti o esterni.
Nessun partito politico è autorizzato a nominare candidati o fare campagna elettorale. La Costituzione riconosce il diritto di parola di ognuno ma l'articolo 62 limita l'esercizio delle libertà personali affermando che queste non possono essere esercitate in contrasto con lo Stato socialista e con la volontà popolare di edificare il comunismo. Gli oppositori del sistema politico vigente sostengono che queste condizioni implichino la non libertà dei processi elettorali.

#### Esecutivo

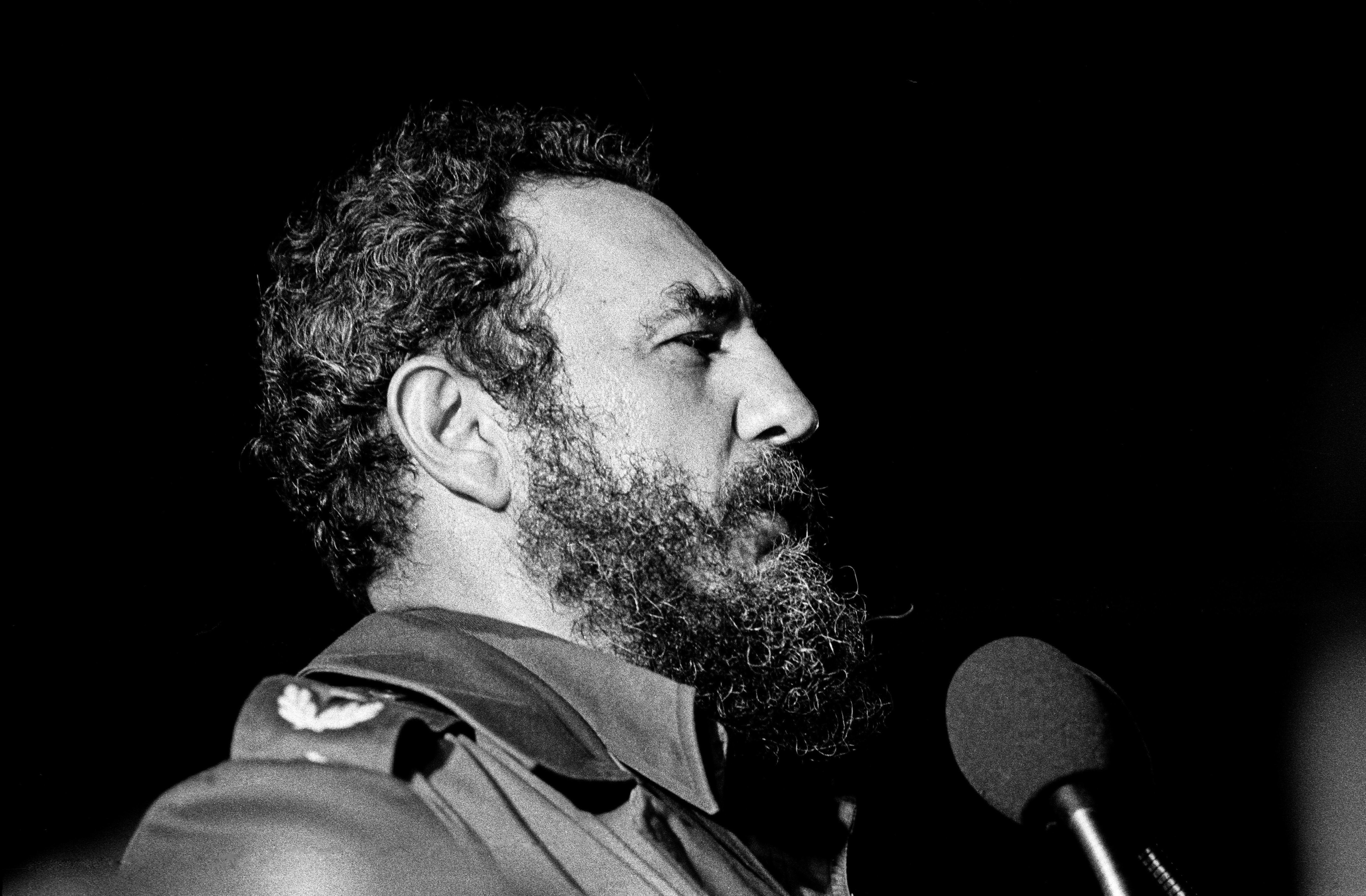
Fidel Castro

I membri del Consiglio di Stato e del Consiglio dei ministri sono eletti dall'Assemblea nazionale del potere popolare, mentre quelli del Consiglio dei ministri sono anche nominati, in assenza dell'Assemblea, dal Consiglio di Stato, su proposta del suo presidente. Il Presidente, eletto a sua volta dall'Assemblea, resta in carica 5 anni ma non c'è limite al numero di mandati consecutivi che può ricoprire.
Fidel Castro ha ricoperto ininterrottamente la carica di presidente, venendo sempre eletto all'unanimità dall'Assemblea, fin dall'adozione della Costituzione del 1976, quando sostituì Osvaldo Dorticós Torrado. Il 18 febbraio 2008, dopo 49 anni di presidenza, Fidel Castro ha dichiarato che non avrebbe accettato una nuova elezione alla Presidenza del Consiglio di Stato e del consiglio dei Ministri. L'incarico è stato ricoperto da Raúl Castro Ruz, fratello minore di Fidel nonché Generale Rivoluzionario dal 1958, fino al 2018. Attualmente, l'ex vicepresidente Miguel Díaz-Canel è stato eletto Presidente del Consiglio di Stato e del Consiglio dei Ministri. Dopo l'ultima apparizione in pubblico il 13 agosto, durante la celebrazione del suo novantesimo compleanno al teatro Karl Marx dell'Avana, Fidel Castro è morto nella capitale cubana alle ore 22:29 del 25 novembre 2016, esattamente 60 anni dopo il salpamento del Granma; a darne l'annuncio alla televisione di Stato è il fratello Raúl.

#### Giudiziario
Il "Tribunale Popolare Supremo", nominato dall'Assemblea nazionale del potere popolare è il massimo organo giudiziario dello Stato e ultima risorsa d'appello per i procedimenti esauriti nelle Corti Provinciali. È uno dei paesi nei quali vige ancora la pena di morte, pur essendo sospesa la sua applicazione, dopo l'ultima esecuzione nel 2003. Dal 2008 è in corso una moratoria delle esecuzioni (malgrado l'astensione cubana al voto ONU del 2007). L'ultima sentenza da eseguire, pronunciata nel 1996, è stata commutata nel 2010 in trent'anni di reclusione. Dopo non sono più state pronunciate sentenze di condanna a morte. Nel 2013 è stata ribadita la sospensione a tempo indeterminato della pena capitale, ma non la sua abolizione.

#### Legislativo
L'Assemblea nazionale del potere popolare è il supremo organo dello Stato. Ha 612 membri eletti per un mandato quinquennale. Si riunisce due volte l'anno in sessione ordinaria e in sessione straordinaria qualora lo richiedano la terza parte dei suoi membri o venga convocata dal Consiglio di Stato. Quando non è riunita il potere legislativo è appannaggio dei 31 membri del Consiglio di Stato.
Esistono anche Assemblee provinciali (elette ogni 5 anni) e municipali (elette ogni due anni e mezzo).

#### Costituzione
La precedente Costituzione di Cuba, approvata con referendum il 24 febbraio 1976, è stata sostituita il 24 febbraio 2019.

#### Diritti umani
Nel 2003, l'Unione europea ha accusato il governo cubano di "continue e flagranti violazioni dei diritti umani e delle libertà fondamentali". A partire dal 2009, l'UE ha continuato a chiedere regolarmente riforme sociali ed economiche a Cuba, oltre al rilascio incondizionato di tutti i prigionieri politici. Secondo varie fonti, tra cui il Committee to Protect Journalists e Human Rights Watch, Cuba si è classificata al 19° posto per numero di giornalisti imprigionati rispetto a qualsiasi altra nazione nel 2021. Cuba è al 168° posto su 180 nell'Indice mondiale della libertà di stampa nel 2024.

### Politica estera
Dopo il crollo del Muro di Berlino, l'alleanza con l'URSS si è sciolta. La maggiore alleata internazionale è diventata la Cina, con cui i rapporti multilaterali sono eccellenti; ottimi sono anche i rapporti con Venezuela e Corea del Nord. Dopo la riapertura delle relazioni diplomatiche con gli Stati Uniti, rimangono ancora abbastanza tese le relazioni con la maggior parte degli Stati europei soprattutto dopo che l'UE decretò delle sanzioni diplomatiche contro L'Avana: in particolare Fidel Castro guidò il 12 giugno 2003 una manifestazione contro la Spagna e l'Italia, guidate all'epoca da José María Aznar e Silvio Berlusconi, che il líder maximo definì "fascisti e banditi" nonché i maggiori responsabili delle sanzioni.

### Istituzioni

#### Ordinamento scolastico

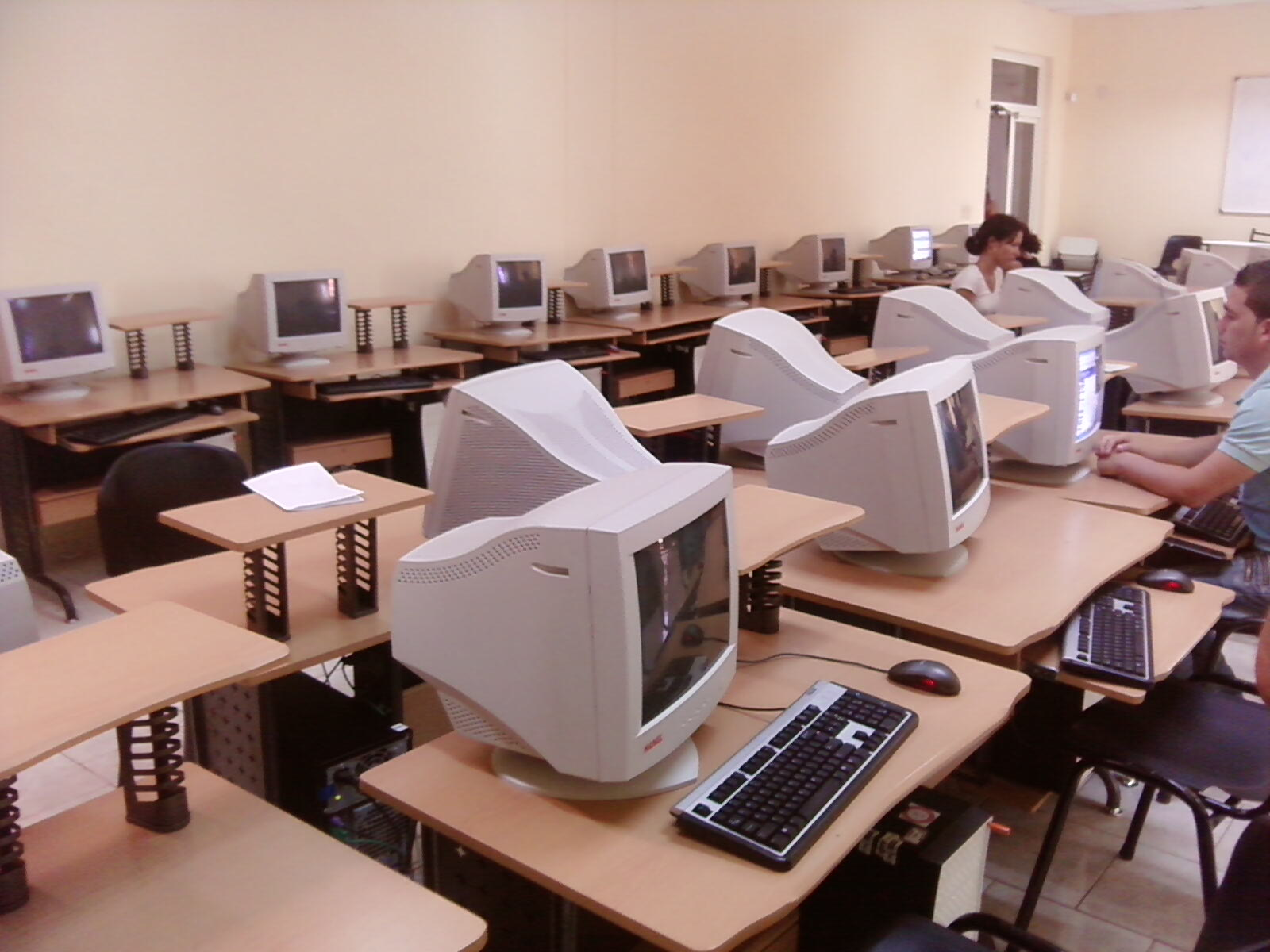
Il laboratorio informatico dell'Università delle Scienze dell'Informazione di L'Avana, uno dei maggiori centri informatici a Cuba

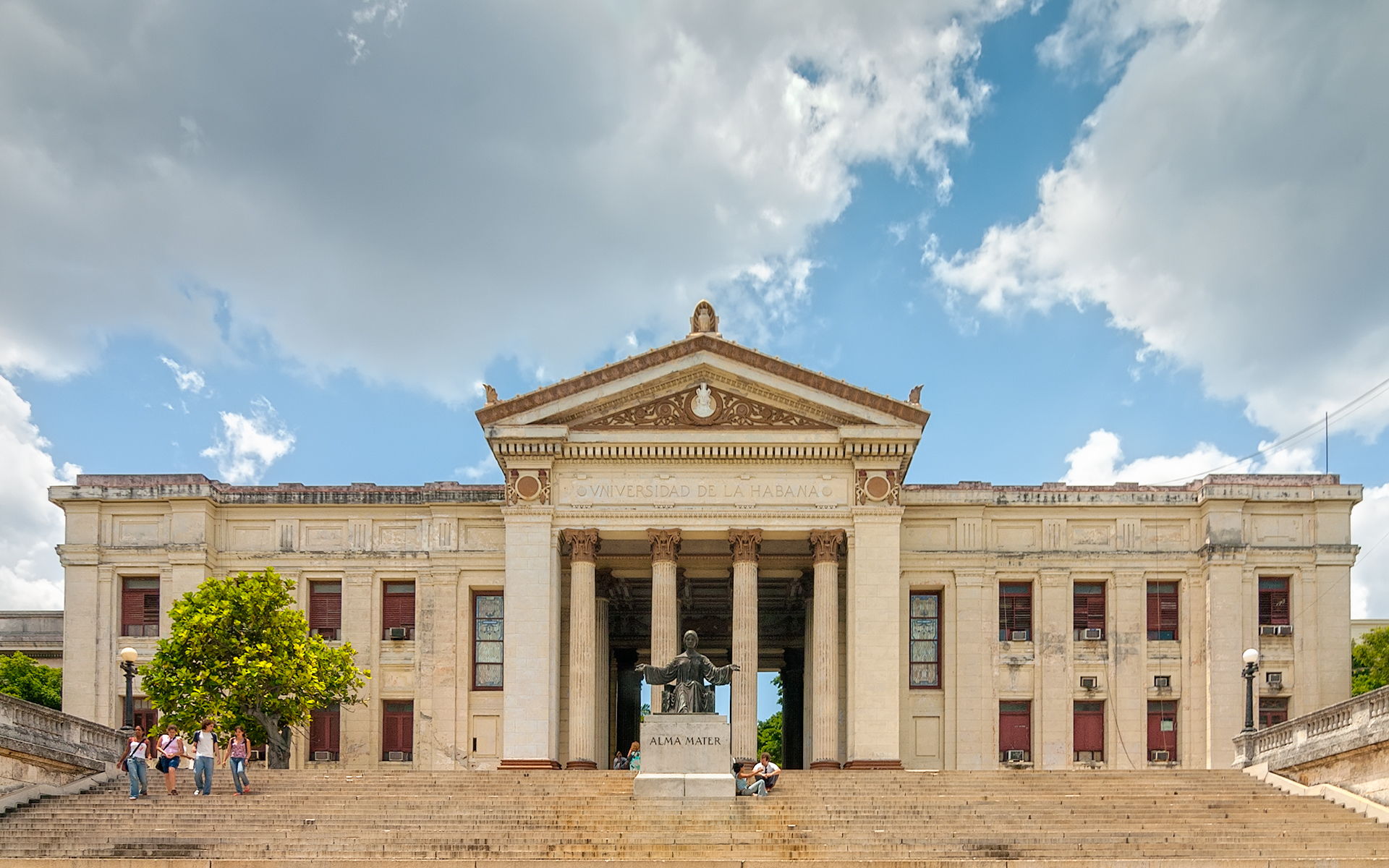
L'Università dell'Avana, fondata nel 1728

Nel 1957, poco prima che Castro salisse al potere, il tasso di alfabetizzazione era quasi dell'80%, il quarto nella regione, secondo le Nazioni Unite, superiore a quello della Spagna. Castro creò un sistema interamente statale e vietò le istituzioni private. Il 99,8% della popolazione adulta è attualmente alfabetizzata. La scuola cubana è obbligatoria dai 6 ai 16 anni di età ed è completamente gratuita, inclusa l'università. Lo Stato fornisce gratuitamente agli studenti il materiale scolastico, il servizio mensa e anche l'alloggio per frequentare l'università. Durante gli anni sessanta il governo cubano si impegnò in una massiccia operazione di alfabetizzazione popolare: furono aperte nuove scuole e nuovi centri di studio soprattutto nelle aree rurali, furono introdotte biblioteche nelle zone rurali e le scuole private e parrocchiali vennero nazionalizzate.
Nel paese hanno sedi molte università, la più importante è l'Università dell'Avana fondata nel 1728; nella capitale hanno sede anche le più importanti istituzioni culturali cubane, come la biblioteca nazionale dove sono presenti oltre 2 milioni di volumi; il Museo nazionale e il Museo coloniale, tutte queste strutture sono gestite dallo Stato. L'istruzione si divide in tre cicli: la scuola primaria (dai 4/5 anni ai 10 anni); la scuola secondaria (dagli 11 ai 14 anni) e la scuola pre-universitaria, dai 14 ai 18 anni. Nella scuola primaria vengono insegnate le prime materie, con un solo insegnante. Nella scuola secondaria i ragazzi studiano mezza giornata, alcuni al mattino e altri nel pomeriggio, e una volta all'anno vengono trasferiti in campagna a svolgere lavori nei campi per circa un mese. Ci sono due tipi di scuole pre-universitarie, una è quella dove i ragazzi vengono preparati esclusivamente per l'ingresso all'università e nell'altra invece vengono preparati per l'università, ma viene insegnata anche una professione. Ogni anno vengono consegnate gratis le divise scolastiche e il materiale per lo studio.
L'istruzione ha un forte accento politico e ideologico, e gli studenti che arrivano all'istruzione superiore sono tenuti ad avere un forte impegno per gli obiettivi di Cuba. Lo Stato sovvenziona l'istruzione a un numero limitato di cittadini stranieri presso la Escuela Latinoamericana de Medicina (ELAM). L'accesso a Internet è fortemente limitato e controllato, e nonostante negli ultimi anni sia consentito l'accesso a tutti i cittadini, mentre in precedenza era consentito solo a istituzioni e imprese, il servizio è a caro prezzo e rimane prerogativa dei centri pubblici, senza la possibilità di connessione da casa, inoltre, il governo continua ad applicare filtri su diversi siti.
L'Istituto Superiore di Tecnologie e Scienze Applicate è un istituto educativo cubano che prepara gli studenti nei settori delle scienze nucleari e ambientali: è l'unica istituzione a Cuba che offre le opportunità di studi su questi argomenti e uno dei pochi nell'America Latina. La sua sede è a L'Avana, all'interno del territorio della "Quinta de los Molinos".
Secondo l'UNESCO, Cuba detiene il tasso di analfabetismo più basso e il tasso di scolarizzazione più alto dell'America Latina. L'organismo delle Nazioni Unite segnala che "l'istruzione pubblica, a Cuba, è una priorità da più di 40 anni. È una vera società dell'istruzione". Il suo rapporto sull'istruzione in 13 paesi dell'America Latina classifica Cuba come la prima in tutte le categorie. Secondo l'UNESCO, Cuba è la nazione al mondo che consacra la parte più elevata del bilancio all'istruzione, con circa il 13% del PIL.

#### Università
Il 5 gennaio 1728 venne fondata l'Università dell'Avana, la più antica del paese, dall'Ordine dei frati predicatori. In effetti il suo primo nome fu Real y Pontificia Universidad de San Gerónimo de La Habana, in quanto, in quel tempo, le università avevano bisogno dell'autorizzazione reale o papale, il che spiega il significato di Real e Pontificia: l'autorizzazione, quindi, venne concessa da papa Innocenzo XIII e re Filippo V di Spagna.

#### Sistema sanitario
Il sistema sanitario nazionale è gratuito con dispensa di medicinali a carico dello Stato. Fu adottato durante la rivoluzione da Ernesto Guevara, allora ministro dell'industria. Il sistema sanitario cubano è afflitto da problematiche quali i bassi stipendi dei medici, le strutture scadenti, la scarsa disponibilità di attrezzature e la frequente assenza di farmaci essenziali.
Lo Stato garantisce il diritto a ricevere attenzione medica nei seguenti modi: assistenza medica e ospedaliera gratuita, attraverso la rete di installazione di medici rurali, dei policlinici, ospedali, centri di profilassi e di trattamento specializzato; con lo sviluppo di piani di divulgazione sanitaria e di educazione alla salute, esami medici periodici, vaccinazioni generali e altre misure di prevenzione delle malattie. In questi programmi e attività collabora tutta la popolazione attraverso organizzazioni sociali. Lo Stato cubano concede alla donna lavoratrice un permesso di maternità retribuito (prima e dopo il parto) e scelte lavorative temporanee, compatibili con le sue funzioni materne.
Ogni cubano ha accesso a medici, infermieri, specialisti. Attualmente esistono 22 facoltà di medicina, distribuite in tutte le province del paese. Alcune di queste ricevono solo studenti stranieri, come la Escuela Latinoamericana de Medicina en La Habana (ELAM), e molte altre che attualmente seguono un nuovo modello di educazione basati sulle relazioni con il Venezuela, nell'ambito del programma di sviluppo sociale e lotta alla povertà in America Latina e Caraibi, denominato ALBA (Alianza Bolivariana para las Américas), dando la possibilità di formarsi a studenti con poche risorse economiche provenienti da Venezuela, Bolivia, Ecuador e Honduras.
In questo modo Cuba fornisce aiuto medico a molti paesi dell'America Latina. Cuba, inoltre, ha uno dei più bassi tassi di mortalità infantile del mondo (4,6 per mille nel 2012) e un'aspettativa di vita di circa 79 anni, un primato nell'America Latina. Cuba è la nazione che dispone del maggior numero di medici pro capite del mondo, con 85 000 professionisti per 11,1 milioni di abitanti.
La dieta tradizionale delle famiglie cubane ha sollevato preoccupazioni a livello internazionale per la sua mancanza di micronutrienti e di diversità. Secondo il Programma alimentare mondiale, un ente delle Nazioni Unite, la dieta media a Cuba manca di un'adeguata qualità nutrizionale. Ciò è attribuito a vari fattori, tra cui la limitata disponibilità di alimenti ricchi di nutrienti, questioni socioeconomiche e cattive abitudini alimentari.

## Rapporti internazionali

### Attentati terroristici contro Cuba
Centinaia sono gli attentati terroristici avvenuti contro il piccolo paese caraibico. La maggior parte di questi attentati sono stati organizzati dagli oppositori di Castro residenti a Miami e, in molti casi, sotto ordine della CIA e del governo statunitense. Il 6 ottobre 1976, un aereo civile della Cubana de Aviación viene fatto esplodere: il bilancio fu di 73 morti tra i quali l'intera squadra giovanile di scherma cubana.
Il 4 settembre 1997, in un attentato presso l'hotel Copacabana della capitale cubana perse la vita l'italiano Fabio Di Celmo.
Le responsabilità della CIA e degli anticastristi di Miami riguardo a questi due attentati sono state rese note da alcuni documenti segreti dell'intelligence statunitense, declassificati nel 2005.

### Embargo

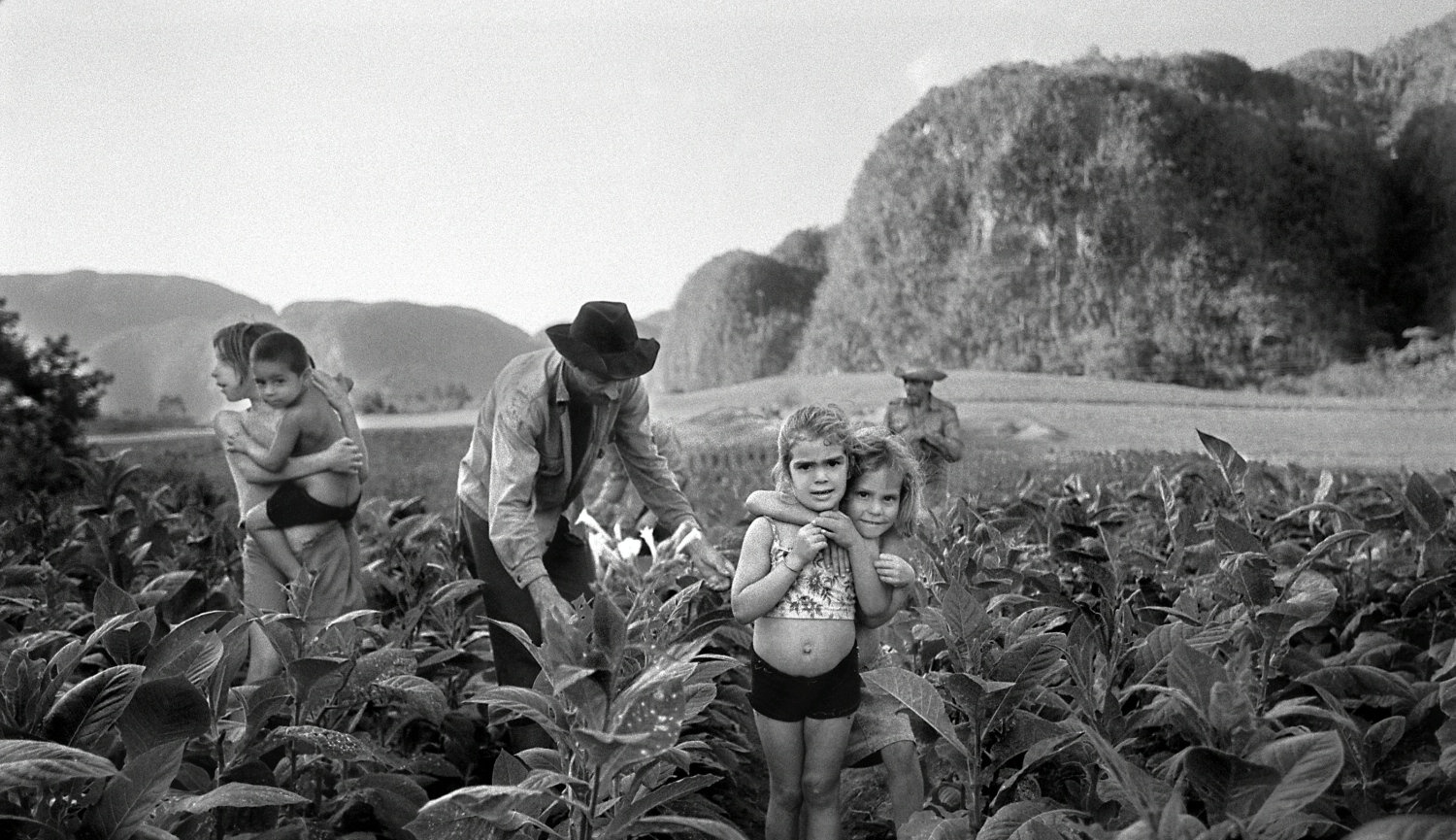
Manuel Rivera-Ortiz: tabacco raccolto, Valle de Viñales, Cuba 2002

Cuba in seguito alla rivoluzione ha adottato un'economia pianificata di stampo socialista e quasi la totalità dei mezzi di produzione appartengono allo Stato cubano. Secondo i dati della Banca Mondiale del 2018 Cuba ha un PIL nominale di 100 miliardi $ e un PIL pro capite nominale stimato a 11 255 $ al 2021, risultando la 103ª nazione al mondo, inferiore alla media dei Paesi del Sud America, tra gli Stati per PIL (PPA) pro capite. Per indice di sviluppo umano, Cuba è all'85º posto nel 2024 (con dati del 2022).
Prima dell'avvento al potere di Castro, l'economia dell'isola, fondata sulla monocoltura della canna da zucchero, era controllata dal capitale statunitense ed era sottosviluppata. Il governo rivoluzionario ha statalizzato l'agricoltura, nazionalizzato industrie, banche e servizi, facendo crescere l'economia e le condizioni di vita della popolazione. Inoltre dagli anni 1960 il governo cubano ha stretto un rapporto commerciale con l'Unione Sovietica.
Il sistema è entrato in crisi negli anni ottanta in seguito alla caduta dei prezzi dello zucchero sui mercati internazionali. Senza rinnegare il suo carattere socialista, nei primi anni novanta il governo ha avviato una parziale transizione di mercato (legalizzazione delle libere professioni, dei mercati agricoli in cui i contadini vendono al libero mercato i loro prodotti, apertura verso investimenti stranieri) e dal 1993 ha legalizzato il dollaro statunitense con il quale per almeno un decennio turisti e cubani hanno acquistato nei negozi statali in moneta forte, sostituito, poi, nel 2004 dal cuc o peso convertibile, che vale 25 pesos cubani. Una caratteristica saliente dell'economia è il contrasto tra i settori relativamente efficienti del turismo e delle esportazioni, e i settori domestici inefficienti.
L'economia cubana venne colpita duramente nei primi anni novanta a seguito del collasso dell'Unione Sovietica e del blocco economico del Comecon, con il quale commerciava di preferenza. L'embargo statunitense (chiamato Bloqueo dai cubani), in vigore dai primi anni sessanta, impedisce all'economia cubana di svilupparsi bloccando l'import-export da e verso gli USA. Nell'ottobre 2007 l'Assemblea generale delle Nazioni Unite ha approvato per la 16ª volta una mozione (184 voti favorevoli, 4 astensioni e 4 voti contrari da parte di Isole Marshall, Israele, Palau e Stati Uniti) per chiedere agli Stati Uniti la cessazione dell'embargo. Tale mozione viene approvata ogni anno con maggioranze sempre più schiaccianti, restando però senza effetti per il persistere degli Stati Uniti nel mantenimento dell'embargo, che anzi nel tempo è stato appesantito con norme come la Helms-Burton, che in barba al diritto internazionale, sanzionano anche aziende di paesi terzi che commercino con Cuba.
Problemi più recenti comprendono l'alto prezzo del petrolio, la recessione nei mercati chiave per l'esportazione come zucchero e nichel, i danni provocati dagli uragani, il turismo depresso e le instabili condizioni economiche mondiali. Tra la fine del 2003 e l'inizio del 2004, sia i livelli del turismo sia i prezzi del nichel sono aumentati, così come il commercio cubano con gli USA, a dispetto dell'embargo finanziario e commerciale. Forti legami commerciali sono stati intrapresi dal governo con il Venezuela del presidente Hugo Chávez, in un'ottica pan-iberoamericana. Un altro importante fattore nella ripresa dell'economia cubana sono le rimesse degli emigranti.
Il passaggio da Fidel Castro al presidente Raúl Castro ha portato alcune misure di parziale liberalizzazione. Il 17 dicembre 2014 l'ex presidente statunitense Barack Obama ha affermato che desidera eliminare l'embargo su Cuba entro la fine del suo mandato, ossia entro il 2016. Procedura non riuscita perché in seguito totalmente bloccata dal suo successore Donald Trump, che ha finito il mandato nel 2020.
La presidenza di Biden, pur avendo mitigato alcune misure restrittive sulla circolazione delle persone, mantiene l'embargo e per ora non sembra percorrere il solco tracciato da Obama. Mantiene ancora Cuba nella lista dei paesi a rischio terrorismo e non consente il commercio tra aziende statunitensi e cubane.

## Economia

### Risorse

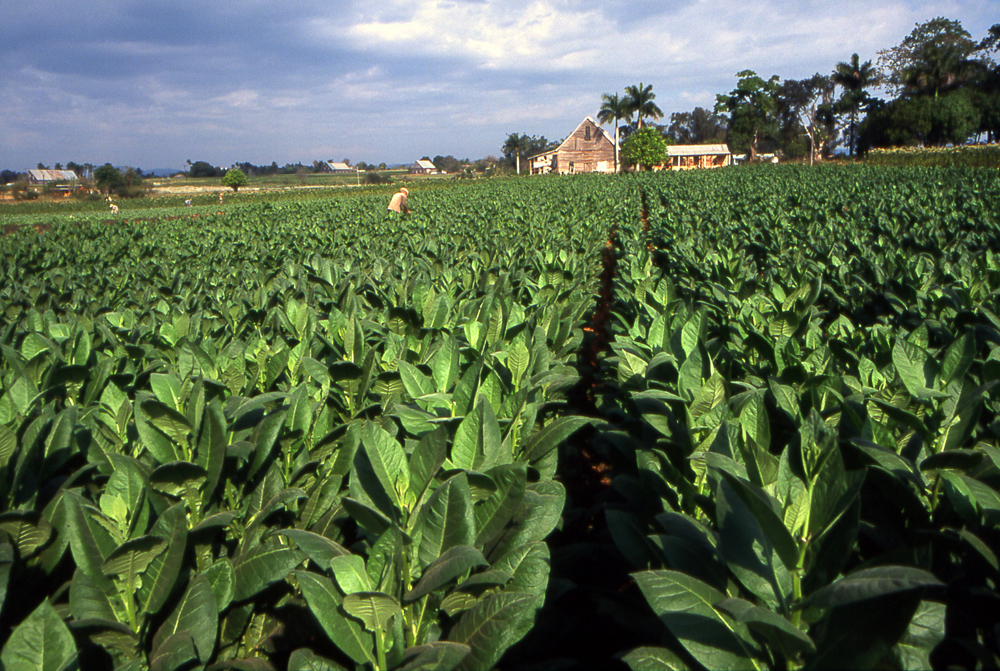
Piantagione di tabacco a Pinar del Río

Durante gli anni sessanta il governo cubano dovette tutelare i boschi per via del precedente disboscamento. Il governo attuò in tutta l'isola dei programmi di rimboschimento che riportarono le foreste a ricoprire il 27,8% del territorio; il legname prodotto è prevalentemente quello dei pini.
L'industria della pesca è prevalentemente gestita da piccoli operatori o da cooperative; il governo ha incentivato lo sviluppo della pesca ottenendo un aumento del pescato annuo. L'isola ha importanti risorse minerarie, tra cui vanno ricordati soprattutto i giacimenti di nichel (di cui il paese è uno dei principali produttori mondiali), poi vi sono giacimenti di cromo, rame, ferro e anche depositi di manganese, vi sono anche piccoli giacimenti di petrolio, amianto, zolfo, pirite e sale. Questi costituivano uno dei settori più importanti delle esportazioni cubane ma a causa dell'embargo esse hanno avuto un modesto calo.
All'inizio degli anni sessanta lo Stato nazionalizzò tutte le industrie straniere (soprattutto statunitensi) presenti nell'isola, il governo varò dei programmi di automazione dell'industria dello zucchero; vennero riorganizzate anche le industrie lattiero-casearie e l'allevamento. Nel paese sono presenti anche industrie tessili, industrie alimentari, l'industria del tabacco e della raffinazione del petrolio; minima è invece la produzione di cemento, birra, acciaio e fertilizzanti. L'energia elettrica del paese è per lo più generata da impianti alimentati a petrolio, a carbone o con scarti della canna da zucchero. Nelle vicinanze di Cienfuegos era in costruzione una centrale nucleare di collaborazione sovietica, ma il progetto è stato interrotto nel 1995 a causa di problemi finanziari.

### Esportazioni
Nel 2005 le esportazioni cubane hanno prodotto 2,4 miliardi di dollari. I principali paesi verso cui si sono indirizzate tali esportazioni sono Paesi Bassi (18,5%), Canada (18,5%), Cina (16%), Bermuda (14,1%) e Spagna (5,1%). I beni esportati sono principalmente zucchero, nichel, tabacco, pesce, e prodotti farmaceutici. Cuba è uno dei maggiori produttori al mondo di zucchero e controlla circa il 6,4% del mercato mondiale del nichel. Recentemente vasti giacimenti petroliferi sono stati trovati a nord dell'isola.

### Importazioni
Nel 2005 Cuba ha importato beni per 6,9 miliardi di dollari e i suoi principali partner commerciali in tal senso sono stati Venezuela (27%), Cina (15,8%), Spagna (9,7%), Germania (6,5%), Canada (5,6%), Italia (4,4%), USA (4,4%). Rilevanti sono state le importazioni di generi alimentari, carburanti, abiti e prodotti tecnologici.

## Trasporti

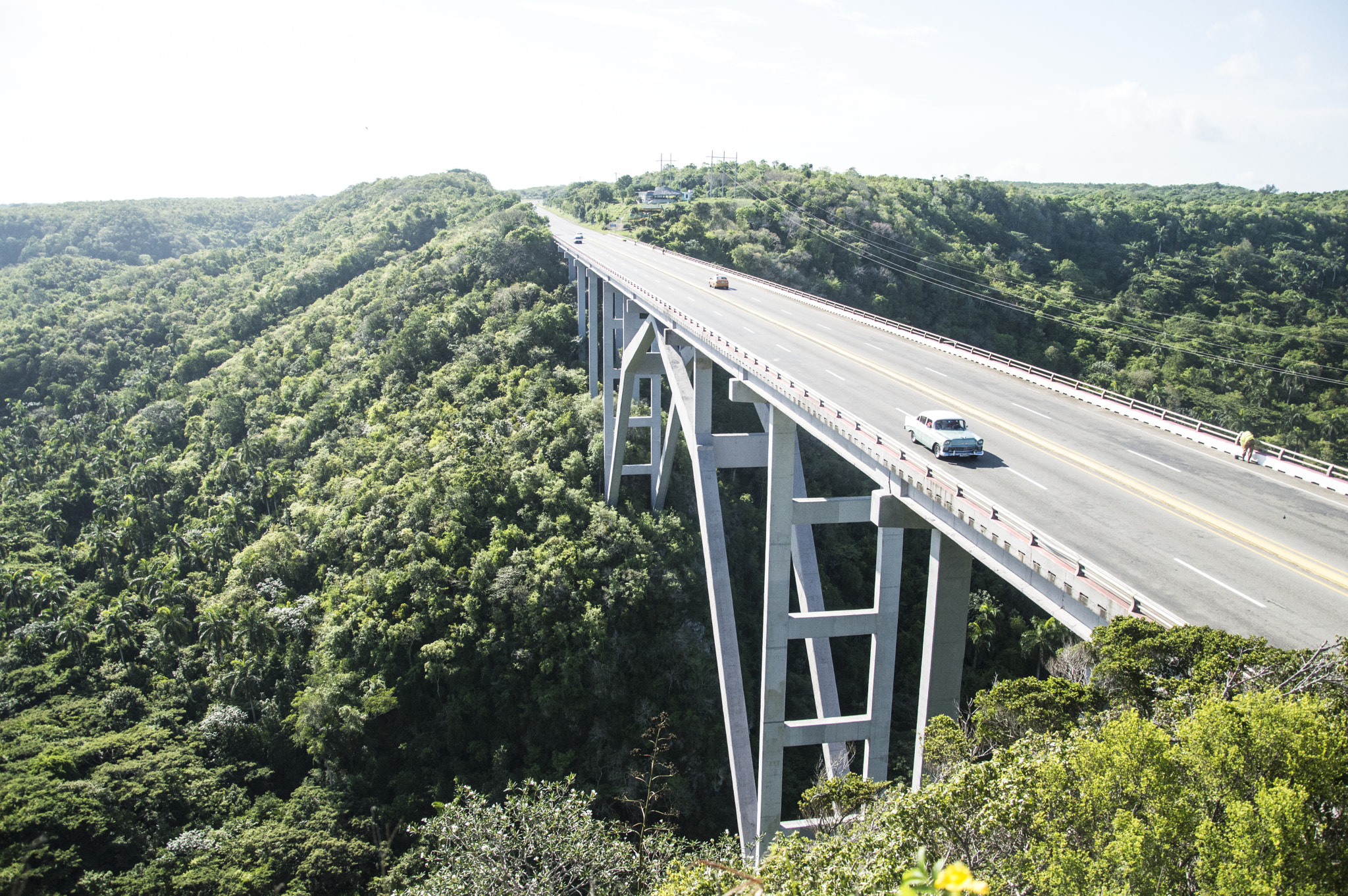
Veduta del Ponte di Bacunayagua. Situato lungo la via Blanca, che collega L'Avana a Matanzas, è il più grande ponte presente nell'isola.

### Ferrovie
Le Ferrovie Nazionali di Cuba (Ferrocarriles Nacionales de Cuba) sono l'unica compagnia ferroviaria operante a Cuba. Le FNC utilizzano uno scartamento standard di 1 435 mm, e si estendono da Guane, nella provincia di Pinar del Río (estremità occidentale dell'isola), alla baia di Guantánamo (estremità orientale).

### Strade e autostrade
La strada principale è la Carretera Central che attraversa tutta l'isola. Ci sono poi alcune autostrade (autopistas):
- A1 (Autopista Nacional) unisce l'Avana a Santa Clara e Sancti Spiritus, con sezioni aggiuntive vicino a Santiago e Guantánamo
- A2 unisce l'Avana a Melena del Sur
- A3 (Autopista del Mediodia) unisce l'Avana a San Antonio de los Baños
- A4 (Autopista Este-Oeste) unisce l'Avana a Pinar del Rio
- A5 unisce l'Avana a Mariel
- Pimer anillo de La Habana che attraversa la capitale
- Circunvalación de Santa Clara che attraversa Santa Clara
- Autopista Matanzas - Varadero, l'unica autostrada cubana a pagamento dal 1995. Le restanti strade a pagamento sono i terrapieni di Cayo Coco e di Caibarién - Cayo Santa María. Dal 2012 sono forniti di un sistema automatizzato chiamato "telepeaje".

### Porti
Sono presenti otto porti: Cienfuegos, L'Avana, Manzanillo, Mariel, Matanzas, Nuevitas, Santiago e Cayo Largo.

### Aeroporti
La capitale è servita dall'Aeroporto Internazionale José Martí (codice IATA HAV). Altri aeroporti internazionali sono:
- Aeroporto Antonio Maceo di Santiago di Cuba (codice IATA SCU)
- Aeroporto Juan Gualberto Gómez di Varadero (codice IATA VRA)
- Aeroporto Frank País di Holguín (codice IATA HOG)
- Aeroporto Jardines del Rey di Cayo Coco (codice IATA CCC)
- Aeroporto Máximo Gómez di Ciego de Avila (codice IATA AVI)
- Aeroporto Ignacio Agramonte di Camagüey (codice IATA CMW)
- Aeroporto Vilo Acuña di Cayo Largo del Sur (codice IATA CYO)
- Aeroporto Abel Santamaría di Santa Clara (codice IATA SNU)
- Aeroporto Jaime González di Cienfuegos (codice IATA CFG)
- Aeroporto Mariana Grajales di Guantánamo (codice IATA GAO)
- Aeroporto Sierra Maestra di Manzanillo (codice IATA MZO)

### Turismo

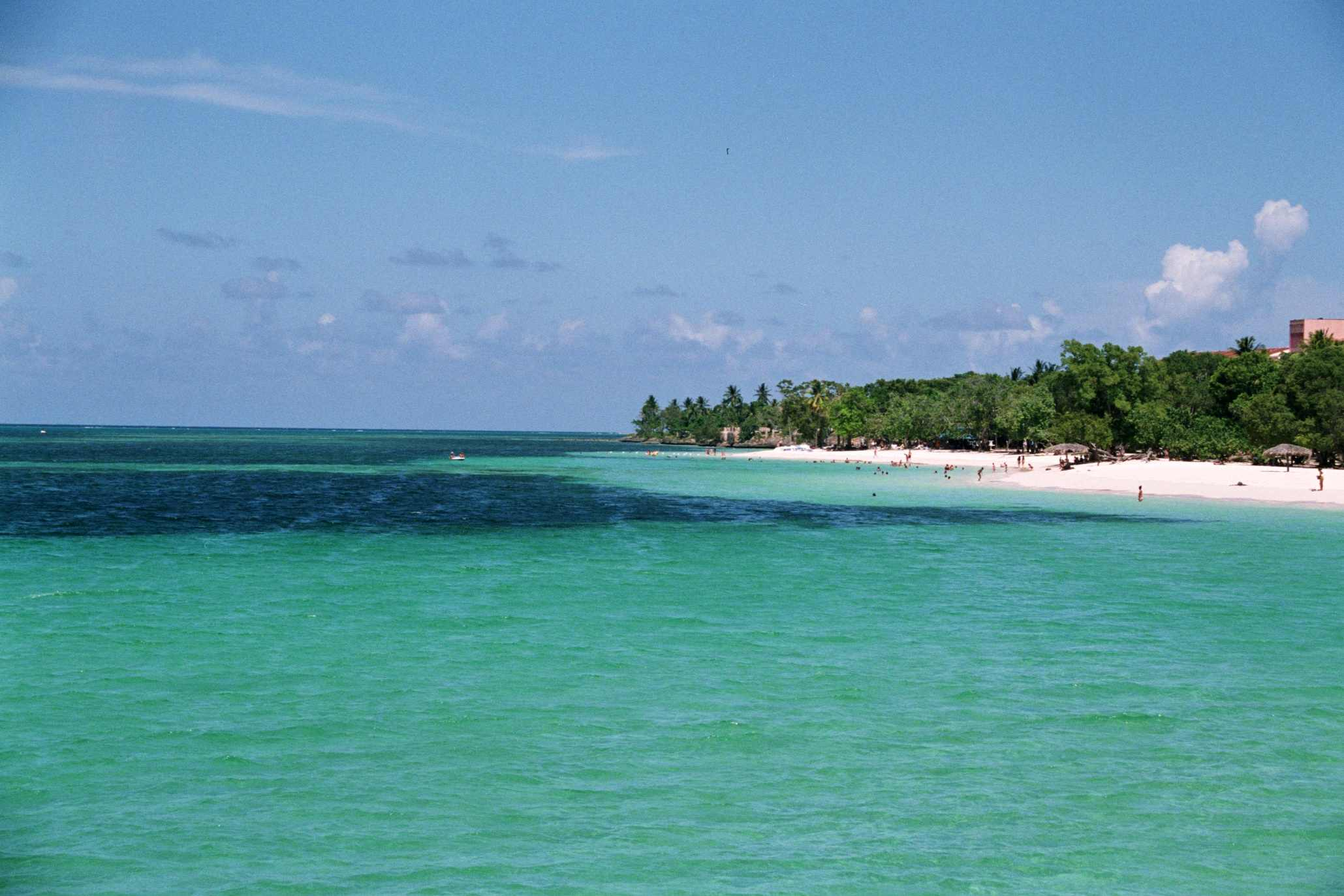
La spiaggia di Varadero

Il turismo a Cuba è stato inizialmente limitato a resort enclave in cui i turisti erano segregati dalla società cubana, definiti "turismo enclave" e "apartheid turistico". I contatti tra i visitatori stranieri e i cubani sono stati di fatto illegali tra il 1992 e il 1997. La rapida crescita del turismo durante il Periodo Speciale (1991-2000) ha avuto ampie ripercussioni sociali ed economiche a Cuba e ha portato a speculazioni sull'emergere di un'economia a due livelli. Il turismo a Cuba si è poi sviluppato maggiormente.
Il ministro della giustizia cubano smentisce le accuse di un diffuso turismo sessuale.
Oltre al turismo ufficiale dei grandi alberghi e villaggi con animazione gestiti dallo Stato insieme con investitori privati, prende campo a Cuba il "turismo fai da te", grazie alle cosiddette casas particulares, letteralmente "case particolari", che permettono ai turisti più avventurosi di pernottare presso famiglie cubane a prezzi convenienti. In queste case, oltre alla prima colazione, si possono assaggiare specialità locali sia a pranzo sia a cena. Qui si vive in pieno lo spirito di accoglienza dei cubani.
Per telefonare da Cuba al proprio paese è molto opportuno usare una scheda (tarjeta) prepagata: questo permette di conoscere subito la propria spesa.

## Società

### Demografia

L'andamento della demografia cubana dal 1960 al 2017

Oggi la popolazione cubana è di 11 163 934 abitanti. Secondo il censimento del 2010 la popolazione complessiva di Cuba ammontava a 11 241 161 abitanti, con una densità abitativa di 102 abitanti per km².
La popolazione complessiva è aumentata costantemente, passando dai 7 milioni del 1961 a oltre 11 milioni, tuttavia l'aumento si è fermato negli ultimi decenni, e nel 2006 è cominciata una diminuzione, con un tasso di fecondità di 1,43 figli per donna. Questo calo nella fertilità è tra i più grandi dell'emisfero occidentale. Le leggi cubane permettono l'aborto legale e il tasso di abortività è del 58,6 ogni 1 000 gravidanze nel 1996, rispetto a una media di 35 su 1 000 nei Caraibi, 27 in America Latina in generale, e 48 in Europa. L'uso dei contraccettivi è stimato essere del 79%.
La mortalità infantile è una delle più basse al mondo (7 per mille). La speranza di vita è di 74 anni per gli uomini e 79 per le donne. Il tasso di urbanizzazione è del 75% e il 20% dei cubani vive nella capitale, L'Avana.

### Etnie
La costituzione cubana sancisce l'uguaglianza fra tutti i gruppi etnici del Paese e condanna ogni forma di discriminazione e di intolleranza.
La popolazione cubana si compone in maggioranza da bianchi discendenti dai coloni spagnoli (70%), mentre i mulatti e i neri sono delle consistenti minoranze (17,3% e 12,4%). Si nota facilmente che le persone di colore sono meno numerose qui che nelle altre Grandi Antille; questo fenomeno ha cause storiche, dato che fino alla fine del XIX secolo Cuba non è stata coltivata da parte dei colonialisti spagnoli, che utilizzavano l'isola come base militare e navale. Mancando l'agricoltura di piantagione, non c'era chiaramente alcun bisogno di deportare in questo luogo manodopera nera in schiavitù.
Secondo il censimento del 2012, il 64,1% dei cubani era bianco, il 9,3% era nero e il 26,6% era meticcio. Tuttavia, queste statistiche si basano su auto-rapporti e la percentuale effettiva di neri e meticci è probabilmente più alta. Il pregiudizio razziale può portare all'"auto-discriminazione" e indurre alcuni meticci a dichiararsi bianchi e alcuni neri a dichiararsi meticci.
La società cubana contemporanea non è molto razzista: "Non c'è odio per i neri, i bianchi o i meticci. Né il pregiudizio razziale, né la discriminazione razziale, né il razzismo dominano il clima sociale", dice Esteban Morales, ricercatore del Centro statunitense per gli studi americani. Il mix etnico e socio-culturale è tra i più alti delle Americhe e non esistono "ghetti etnici" paragonabili a quelli degli Stati Uniti e di alcuni altri Paesi americani.
Il pregiudizio ha una lunga storia. Tra la colonizzazione spagnola dell'America e l'abolizione della schiavitù, più di tre secoli hanno ancorato la logica coloniale e la supremazia razziale nella mente delle persone. Cuba è stato il penultimo Paese del continente a vietare la schiavitù, nel 1886. Fino alla rivoluzione cubana del 1959, l'isola praticava una segregazione paragonabile a quella degli Stati del Sud degli Stati Uniti. In particolare, ai neri era negato l'accesso a molti luoghi pubblici, tra cui la maggior parte delle spiagge e dei ristoranti, erano discriminati nell'accesso all'istruzione e erano generalmente pagati con salari più bassi. Quasi tutta la borghesia cubana era composta da bianchi.
Il 22 marzo 1959 Fidel Castro descrisse il razzismo come una "tara sociale da eliminare". Con l'approvazione di politiche e leggi egualitarie, il razzismo istituzionale è finito. Nonostante l'assenza di politiche specificamente antirazziste, la condizione sociale dei neri è migliorata notevolmente. La discriminazione in materia di retribuzione e di accesso all'istruzione è pertanto vietata.
Tuttavia, negli anni '90, l'emergere di aziende private ha favorito la diffusione delle disuguaglianze. Nel settore del turismo, alcuni imprenditori ritengono che i visitatori stranieri preferiscano essere serviti da personale bianco e quindi escludono le persone nere dalle loro squadre. Mentre nel settore statale non vi sono quasi differenze nelle posizioni dirigenziali fra popolazione bianca e popolazione nera o mista, nel settore privato vi è una forte asimmetria. Secondo una ricerca condotta nel 2000 da Eduardo San Marful e Sonia Catasus del Centro di Studi Demografici (CEDEM) dell'Università dell'Avana, nel 2000 i dirigenti neri rappresentavano il 5,1% e i meticci il 19,5%, mentre il 75,4% erano bianchi. Queste disuguaglianze sono dovute principalmente alle rimesse (denaro che gli emigranti inviano alle loro famiglie), essendo l'83,5% degli esuli bianchi.
È presente anche una piccola comunità cinese e si è verificata una consistente immigrazione giovanile dal Sahara Occidentale e da molti altri Paesi del mondo. L'immigrazione giovanile giustifica la vistosa e massiccia presenza straniera nel sistema scolastico cubano e la percentuale di studenti stranieri rispetto al totale della popolazione studentesca è tra le più elevate al mondo.

### Religione
La Repubblica di Cuba è uno Stato laico: l'ateismo di Stato è stato abolito nel 1992 e la libertà religiosa è garantita dalla Costituzione. Secondo uno studio del 2010-2011 dell'Association of Religion Data Archives (ARDA), questa sarebbe l'affiliazione religiosa di Cuba:
- 59,22% cristiani
- 23,05% non religiosi
  - 17,98% agnostici
  - 5,07% atei
- 17,18% animisti
- 0,21% induisti
- 0,20% universisti cinesi
- 0,15% altro

Esistono anche altre comunità minori cristiano-protestanti, ebraiche, cristiano-ortodosse.

### Lingue
Quindi, dire che a Cuba la lingua parlata è lo spagnolo è un'informazione corretta, ma non del tutto completa. Uno spagnolo madrileno può comunicare e comprendere un abitante di Cuba, sì, ma di certo noterà numerose differenze e potrebbe persino riscontrare delle difficoltà. Ciononostante, però, conoscere lo spagnolo peninsulare è più che sufficiente per vivere, lavorare o semplicemente comunicare a Cuba durante una vacanza.»
(Autore:  Sprachcaffe., 06 luglio 2023)

## Ambiente

### Flora
La flora cubana è estremamente varia e suggestiva e conta oltre 8 000 specie. La foresta pluviale è concentrata in alcuni tratti delle zone montuose. Le pianure e le alture di modesta elevazione, furono deforestate fin dai primi secoli della conquista spagnola per utilizzarne il prezioso legname, soprattutto mogano e tek, principalmente per la costruzione di navi. Oggi al loro posto, si estendono decine di migliaia di chilometri quadrati di colture. La canna da zucchero rappresenta sicuramente la coltura dominante e l'industria a essa collegata ha goduto negli ultimi anni di una grande modernizzazione, grazie a nuovi macchinari e fertilizzanti, aumentando così notevolmente i raccolti, stimati intorno a sette milioni di tonnellate l'anno. Un'altra produzione molto importante è quella del tabacco; non tanto per il ricavo ottenuto quanto per il prestigio ormai riconosciuto in tutto il mondo. In percentuale maggiore vengono coltivati anche agrumi, mais, caffè e agave, quest'ultima utilizzata per la fabbricazione di cordami.
Il dolce paesaggio cubano è fortemente caratterizzato dalla presenza della palma reale, che svetta in piccoli e grandi gruppi o anche solitaria, in ogni angolo del paese; se ne contano oltre 70 milioni di esemplari. La palma reale è inserita nell'emblema nazionale di Cuba che ne rappresenta la repubblica. Con le sue foglie, particolarmente resistenti, si fabbricano da secoli i tetti delle case di campagna, cesti e cordami. Il fiore nazionale è la mariposa, (farfalla in spagnolo) che deve il nome alla sua forma e ai colori che la rendono molto simile all'insetto.

### Fauna

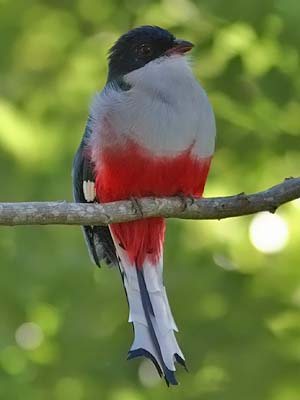
Un tocororo

La fauna è varia e abbondante ed è priva di rettili velenosi e anche di altri animali velenosi, escludendo tra gli insetti alcuni ditteri, gli imenotteri e alcuni animali marini, tra i quali si annoverano diverse specie di gasteropodi velenosi, pesci scorpione e pesci pietra. L'iguana, mostruosa ma innocua, è presente in molte zone dell'isola. Nelle aree paludose sono presenti il coccodrillo (il coccodrillo cubano è a volte più piccolo delle altre specie ma è dotato di straordinaria potenza e della capacità di saltare per difendersi e/o attaccare la sua preda) e il caimano, che possono raggiungere i 4 metri di lunghezza. Essendo specie a rischio di estinzione, il governo cubano ha costituito delle aree di protezione per questi grandi rettili.
Le coste pullulano di uccelli marini, tra cui spiccano svariate specie di sterne, cormorani e pellicani; i più fortunati possono ammirare anche degli splendidi colibrì. In genere è abbondante la presenza di uccelli. Famoso è l'uccello nazionale, tocororo, una specie endemica dell'isola, sorta di pappagallo che, con il suo elegante piumaggio bianco, rosso e azzurro, riproduce i colori della bandiera nazionale. Le acque cubane, in particolare vicino alla barriera corallina, offrono uno straordinario spettacolo di pesci multicolori di varie dimensioni come i pesci pappagallo, i pesci pagliaccio e i pesci angelo. Questo spettacolo è meta di decine di migliaia di turisti subacquei da tutto il mondo.
Inoltre alcuni mammiferi autoctoni sono: lo hutia o topo della canna o il solenodonte, un raro insettivoro.

## Cultura
Cuba è il primo Paese al mondo per tasso di alfabetizzazione secondo il Report del Programma delle Nazioni Unite per lo sviluppo.

### Patrimoni dell'umanità
Numerosi siti di Cuba sono iscritti nella Lista dei patrimoni dell'umanità dell'UNESCO.

### Festività nazionali
| Data            | Nome                                             | Significato                                                              |
| --------------- | ------------------------------------------------ | ------------------------------------------------------------------------ |
| 1º gennaio      | Trionfo della Rivoluzione                        | Anniversario del successo della Rivoluzione cubana                       |
| 28 gennaio      | Giorno di José Martí                             | Anniversario della nascita dell'eroe nazionale José Martí                |
| 19 aprile       | Vittoria della Baia dei Porci                    | Anniversario della vittoria nella Invasione della baia dei Porci         |
| 1 maggio        | Giorno dei lavoratori                            |                                                                          |
| 25-26-27 luglio | Commemorazione dell'Assalto alla caserma Moncada | Anniversario della battaglia che diede inizio della Rivoluzione          |
| 26 luglio       | Giorno della Ribellione nazionale                | Commemorazione del Movimento del 26 luglio                               |
| 8 ottobre       | Giorno di Che Guevara                            | Anniversario della morte di Che Guevara                                  |
| 10 ottobre      | Giorno dell'Indipendenza                         | Anniversario della Dichiarazione d'indipendenza dalla Spagna             |
| 28 ottobre      | Giorno di Cienfuegos                             | Anniversario della morte di Camilo Cienfuegos                            |
| 3 dicembre      | Día panamericano del médico                      | In ricordo della data di nascita del celebre medico cubano Carlos Finlay |
| 7 dicembre      | Giorno di Maceo                                  | Anniversario della morte di Antonio Maceo                                |
| 25 dicembre     | Natale                                           |                                                                          |
| 31 dicembre     | Ultimo dell'anno                                 |                                                                          |

Oltre alle sopracitate feste nazionali, Cuba è ricchissima di molte altre festività tipiche di specifiche località o regioni, che ogni anno attirano migliaia di turisti nell'isola.
Tra le più note vi sono quelle a stampo religioso:
- Nostra Signora della Candelaria (2 febbraio)
- San Giuseppe (19 marzo)
- San Giovanni Battista (24 giugno)
- Assunzione (15 agosto)
- Nostra Signora della Caridad del Cobre (8 settembre)
- San Cristoforo dell'Avana (16 novembre)
- San Lazzaro (17 dicembre)

Durante il corso dell'anno ci sono anche famosi carnevali:
- Carnevale di Santiago de Cuba (26 luglio)
- Carnevale di Camagüey (15-29 luglio)
- Carnevale dell'Avana (luglio-agosto)
- Parata di Remedios (24 dicembre)
- Charangas de Bejucal, all'Avana (16-25 dicembre)
- Fiesta de los Bandos de Majagua, Ciego de Ávila (giugno).

### Letteratura

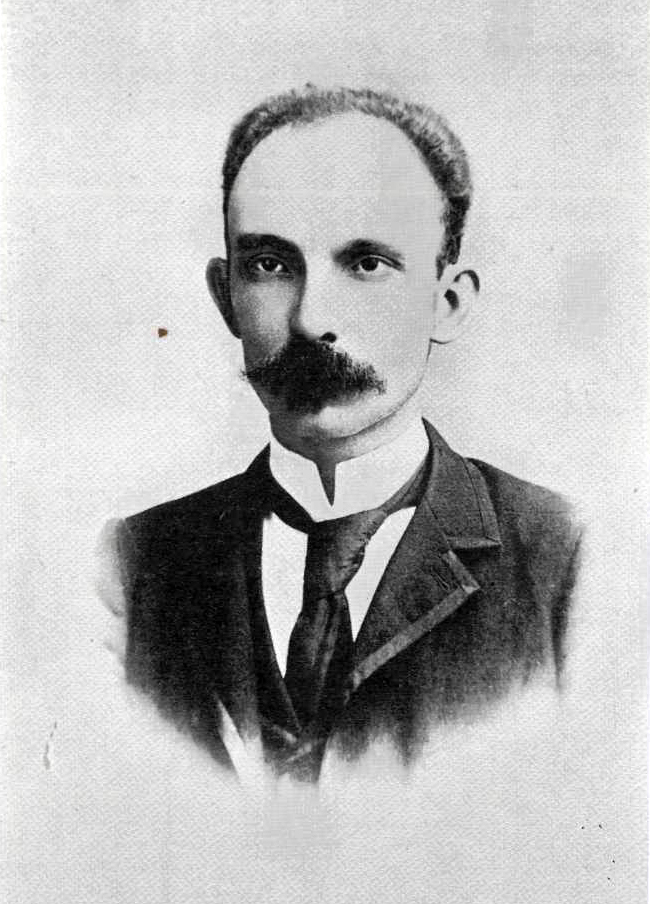
José Martí.

Tra gli scrittori cubani più famosi vanno annoverati il patriota ed eroe nazionale José Martí, Gertrudis Gómez de Avellaneda, Julián del Casal e, in tempi più recenti, José Lezama Lima, Alberto Bayo, Enrique Serpa, Alejo Carpentier, Reinaldo Arenas, Leonardo Padura Fuentes, Pedro Juan Gutiérrez, Guillermo Cabrera Infante, Virgilio Piñera, Carlos Alberto Montaner, Abel Prieto.
Il famoso scrittore italiano Italo Calvino era cubano di nascita: nacque infatti a Santiago de las Vegas, vicino all'aeroporto dell'Avana, da genitori italiani, scienziati botanici. Ma, all'età di tre anni, la famiglia ripartì con lui in Liguria. Da giovane divenne poi partigiano con il nome di battaglia "Santiago".
Da ricordare inoltre il grande rapporto dello scrittore statunitense Ernest Hemingway con l'isola; la sua casa all'Avana è stata adibita a frequentatissimo museo.

#### Poesia
La poesia cubana esprime soprattutto argomenti sull'ambiente e sull'armonia della fauna e della flora. Molti artisti infatti usano concetti molto legati alla vita quotidiana di ogni essere. Inoltre c'è un piccolo gruppo che esprime concetti astratti molto forti.

### Musica
La musica cubana è soprattutto una mescolanza di tradizione spagnola e africana. In maniera molto minore, inoltre, è possibile notare una certa influenza asiatica che cominciò alla fine del XIX secolo, con l'arrivo dei primi immigrati dalla Cina. La chitarra spagnola, il trés e le percussioni africane conferiscono il loro carattere inconfondibile alla rumba, il genere musicale cubano per antonomasia. Anche i ritmi caraibici della salsa devono molto alla musica cubana.
Altri importanti generi musicali che hanno avuto origine nell'isola sono, in ordine cronologico: la Conga, il Punto guajiro, la Guaracha, la Tumba francesa, la Contradanza, la Habanera, la Trova, il Changuí, il Danzón, il Boléro, il Son, il Mambo, il Jazz afro cubano, il Filin, il Cha cha cha, la Pachanga, la Nueva Trova, il Songo e la Timba.
Tra i più importanti musicisti troviamo Celia Cruz, i Buena Vista Social Club di Compay Segundo, Ibrahim Ferrer, Silvio Rodríguez, Ernesto Lecuona, Pablo Milanés, Benny Moré, Jon Secada, Omara Portuondo, Chucho Valdés, i Los Van Van di Juan Formell, Perez Prado e la cantante Camila Cabello e Lauren Jauregui.
Tra le esponenti musicali del genere Trova e Habanera, che si sono affermate nel XX secolo, ricordiamo Maria Teresa Vera. Tra le canzoni popolari cubane note a livello internazionale possiamo ricordare Guantanamera, le cui origini risalgono al XIX secolo.

### Danza

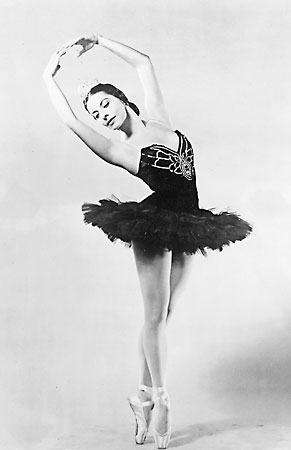
Alicia Alonso, nel 1955.

Tra il XX e il XXI secolo vi è stata un'importante affermazione per Cuba nella danza con Alicia Alonso, anche coreografa, che ha avuto diversi riconoscimenti internazionali.

### Cinema
Nel 1959 nasce l'ICAIC, l'Istituto del cinema di Stato, per "organizzare, stabilire e sviluppare l'industria cinematografica, e produrre e distribuire i film cubani". L'istituto, diretto da Alfredo Guevara, collaborò con cineasti sovietici ed europei tra cui l'italiano Cesare Zavattini. Fino al 1990 l'ICAIC aveva prodotto 161 film, 1 082 documentari, 262 cartoni animati, 1 490 notiziari. Fece emergere registi come Orlando Rojas, Arturo Sotto Díaz, Juan Carlos Tabío, Fernando Pérez, Humberto Solás Cecilia e Daniel Díaz Torres. Film come Viva Cuba (2005) diretto da Juan Carlos Cremata Malberti e Iraida Malberti Cabrera è stato vincitore di oltre 30 premi nazionali e internazionali. Nel 1995 il film Fragola e cioccolato diretto dai registi Tomás Gutiérrez Alea e Juan Carlos Tabío, è il primo film cubano a essere candidato per l'Oscar al miglior film straniero.

### Scienza
In campo scientifico Cuba può vantare, tra il XIX e il XX secolo, uno dei nomi più rilevanti a livello internazionale: quello del medico, pioniere della lotta alla febbre gialla, Carlos Finlay: candidato più volte al Premio Nobel per la medicina, oggi il giorno della sua nascita, il 3 dicembre, viene celebrato con il Día panamericano del médico.

### Cuba nello spazio
Il 18 settembre 1980 Arnaldo Tamayo Méndez è stato il primo latinoamericano ad andare nello spazio.

### Gastronomia
Tipica bevanda cubana è il rum, e hanno avuto origine nell'isola anche alcuni cocktail, sempre a base di rum, come il Mojito, il Cuba libre e il Daiquiri. I cubani sono grandi consumatori di carne suina, pesce, fagioli e riso (moros y cristianos). Si usano molto anche vari tipi di frutta e vegetali.

## Sport
Nel 1961 fu fondato l'Istituto Nazionale dello Sport, dell'Educazione Fisica e del Tempo Libero per incoraggiare la pratica dello sport, anche per i disabili. "Lo sport è un diritto del popolo", disse Fidel Castro in una famosa frase, e rappresenta "un interesse primordiale per la nazione". Prima del 1959 l'educazione fisica e lo sport erano riservati a un'élite delle classi agiate, ma ora sono aperti a tutte le categorie della popolazione, compresi i poveri, i neri e le donne. Nel 1967 gli eventi sportivi sono stati resi liberamente accessibili agli spettatori.
Lo sport professionistico, considerato come un mezzo per "arricchire solo pochi a spese dei molti", è stato vietato a Cuba nel 1962. Agli sportivi è stato dato lo status di dilettanti e garantito un impiego da parte dello Stato al di fuori dei periodi di allenamento e di competizione. Questa misura ha portato alla defezione di molti noti atleti cubani che erano interessati agli stipendi offerti agli atleti professionisti nei paesi occidentali. Tuttavia queste defezioni non hanno influenzato significativamente lo sport cubano: la democratizzazione dello sport permette all'isola di contare su molti talenti.
Cuba ha ottenuto risultati crescenti nel campo dello sport: l'isola non aveva vinto nessuna medaglia d'oro olimpica tra il 1906 e il 1968, ma ne ha vinte 31 tra il 1972 e il 1992. In proporzione alla sua popolazione, Cuba ha ottenuto il maggior numero di premi olimpici pro capite (220 medaglie in totale, anche se i cubani hanno boicottato le Olimpiadi di Los Angeles 1984 e Seul 1988).

### Pallavolo
Cuba ha sempre avuto una grande tradizione nella pallavolo, sia maschile sia femminile, con grandi giocatori tecnici, ma soprattutto fisici. Purtroppo questa tradizione non sempre si è tradotta in vittorie, poiché raramente la nazionale cubana riesce a schierare tutti i suoi migliori giocatori. La radice del problema deriva dai vincoli governativi che impediscono ai pallavolisti di essere ingaggiati dalle squadre di club europee e asiatiche. A causa di ciò, da molti anni si assiste ciclicamente a fughe da parte dei migliori pallavolisti cubani in cerca di fortuna verso le più ricche squadre di club non cubane in grado di garantire alti ingaggi, la cui conseguenza però è la perdita della possibilità di essere convocati per la nazionale cubana.

### Baseball
Lo sport nazionale di Cuba è il baseball. Non è raro infatti vedere gruppi di persone di ogni età che giocano a questo sport nei parchi, nelle piazze o per le strade. Cuba è la nazione dominatrice dell'albo d'oro dei mondiali con 25 ori, 2 argenti e 2 bronzi su 37 edizioni.

### Pugilato e lotta
Il pugilato è un altro degli sport di punta di Cuba che, negli anni, l'hanno resa una delle nazioni più prolifiche nello sfornare campioni in tutte le categorie di peso di questo sport. I cubani vantano una buona tradizione anche nella lotta.

### Atletica leggera
Nell'atletica leggera la nazione ha un'ottima tradizione nei salti e nelle corse: celebre è stato Alberto Juantorena, vincitore di due medaglie d'oro nei 400 e 800 m alle Olimpiadi di Montréal 1976, come anche Javier Sotomayor, non più in attività agonistica dal 2000, ma tuttora detentore del record del mondo di salto in alto, vincitore nella sua specialità alle Olimpiadi di Barcellona 1992, mentre adesso l'idolo di casa è Dayron Robles, trionfatore dei 110 m a ostacoli a Pechino 2008.

### Calcio
Vincitrice della Coppa dei Caraibi nel 2012, la Nazionale di calcio di Cuba ha come attuale capocannoniere Lester Moré con 29 reti.

### Giochi olimpici
La prima medaglia olimpica per Cuba fu la medaglia d'oro conquistata ai Giochi olimpici di Parigi 1900, nella scherma, spada individuale, da Ramón Fonst, vincitore anche di una medaglia d'argento.

### Eventi sportivi
- Cuba vanta una grande tradizione anche nel nuoto, esprimendo ottimi talenti anche in questo sport, tant'è vero che Cuba è, dopo gli USA, il paese più vittorioso del medagliere nella storia dei Giochi panamericani.
- Cuba partecipa ai Giochi centramericani e caraibici, avendo a oggi conquistato 1 752 medaglie d'oro, 889 medaglie d'argento e 679 medaglie di bronzo.
- Nel 1957 e nel 1958 ha ospitato anche il Gran Premio di Formula 1, con una gara non valida per il campionato del mondo e dai contorni fortemente politicizzati[108].